# Arquitectura gótica veneciana

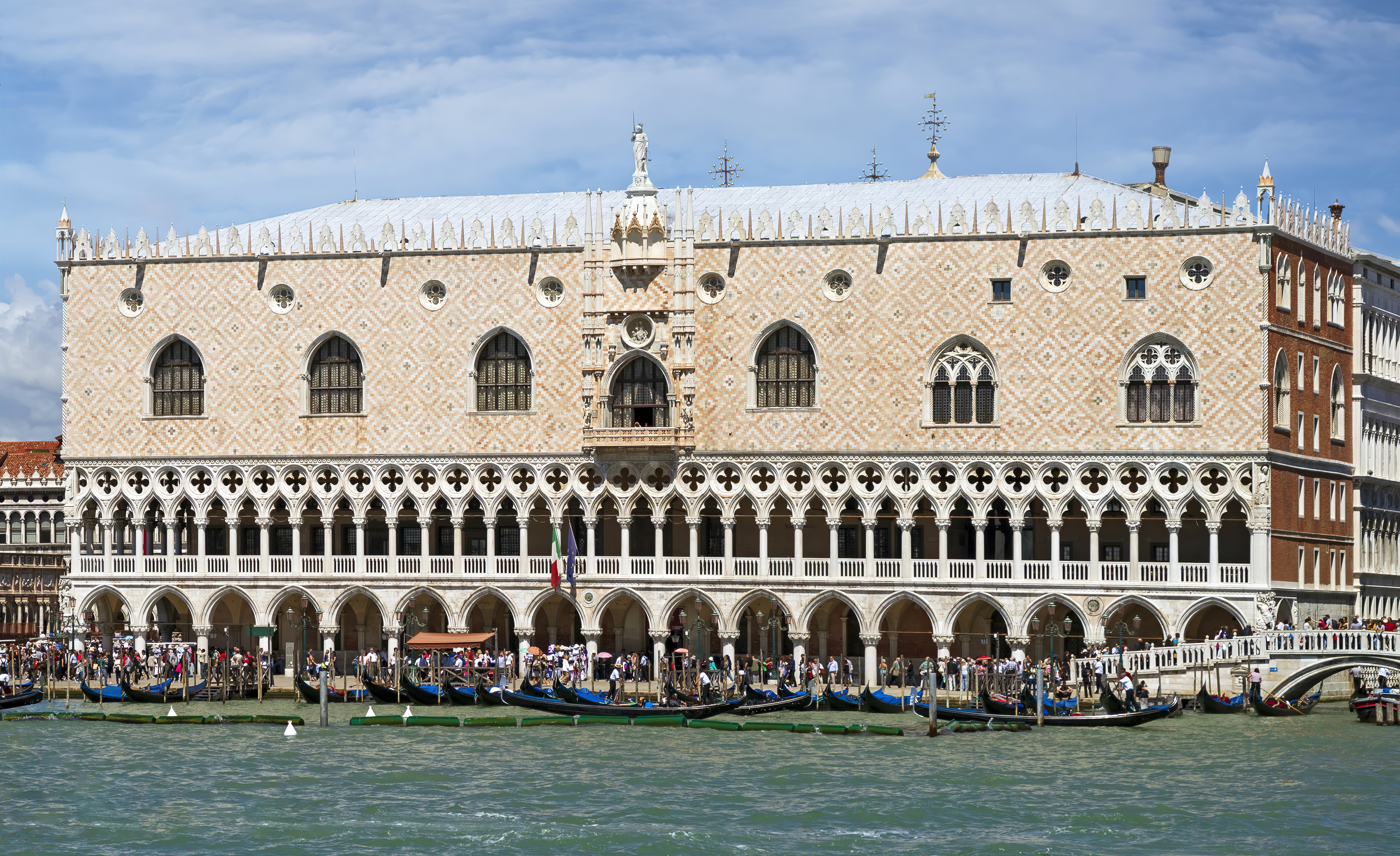
Arcos góticos adornan el palacio Ducal, obra principalmente del siglo XIV

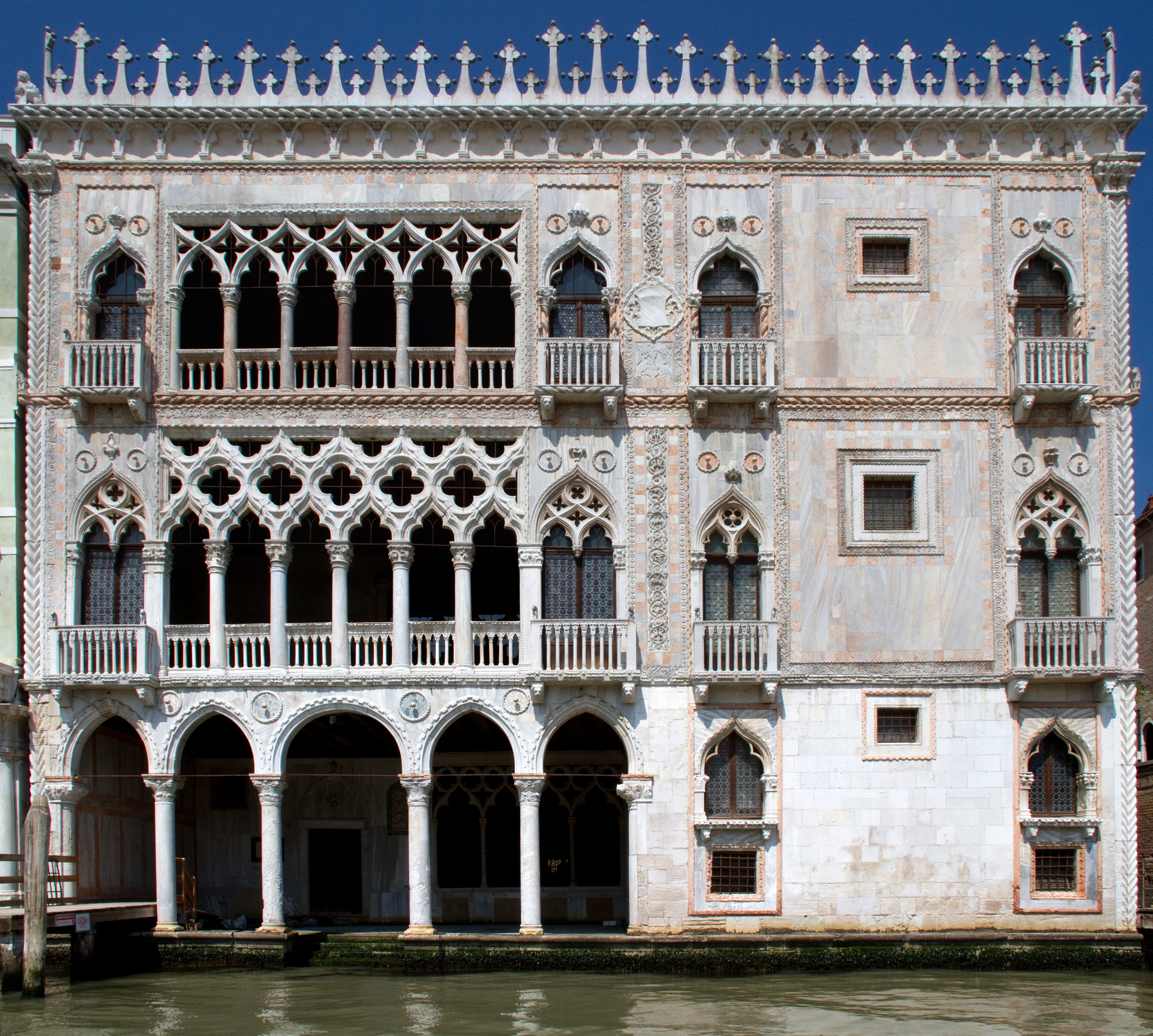
Ca' d'Oro en el Gran Canal, 1428-1430.

El gótico veneciano es la variante local del estilo arquitectónico del gótico italiano construido en Venecia, en el que confluyen los propios requerimientos para construir en un entorno tan especial con influencias de la arquitectura bizantina y de la arquitectura islámica, lo que refleja la amplia red comercial de la república de Venecia en ese momento. Algo poco usual en la arquitectura medieval, el estilo es más característico en los edificios seculares que en los religiosos, y la gran mayoría de los ejemplos que sobreviven son seculares.
Los ejemplos más conocidos son el palacio Ducal y la Ca' d'Oro. Ambos presentan loggias con pequeñas columnas espaciadas, con una tracería pesada con aberturas de cuadrifolio sobre ellas, decoración a lo largo de la línea del techo y algunos patrones coloreados sobre las superficies de los muros lisos. Junto con el arco conopial, coronado con un ornamento en relieve, y cordelería en relieve, estas son las características más icónicas del estilo. La arquitectura gótica eclesiástica tendía a ser más cercana a la del resto de Italia, a ser menos veneciana.
El comienzo del estilo probablemente no se remonta más allá del siglo XIII, aunque las fechas de los primeros palacios góticos, y especialmente las características como las ventanas en ellos, son en gran medida inciertas. Dominaba en el siglo XIV y, debido al conservadurismo de la ciudad, los edificios góticos venecianos, especialmente los palacios más pequeños, continuaron construyéndose hasta la segunda mitad del siglo XV, y la arquitectura renacentista veneciana a menudo conservó reminiscencias de su predecesora gótica.
En el siglo XIX, inspirados en particular por los escritos de John Ruskin, hubo un renacer del estilo, parte del más amplio movimiento del neogótico en la arquitectura victoriana. Incluso en la Edad Media, los palacios venecianos se construyeron en sitios muy restringidos, y eran cajas rectangulares altas con la decoración concentrada en la fachada frontal. Por ello el estilo se desarrolló en un contexto arquitectónico similar al encontrado en las calles del centro de las ciudades de finales del siglo XIX.

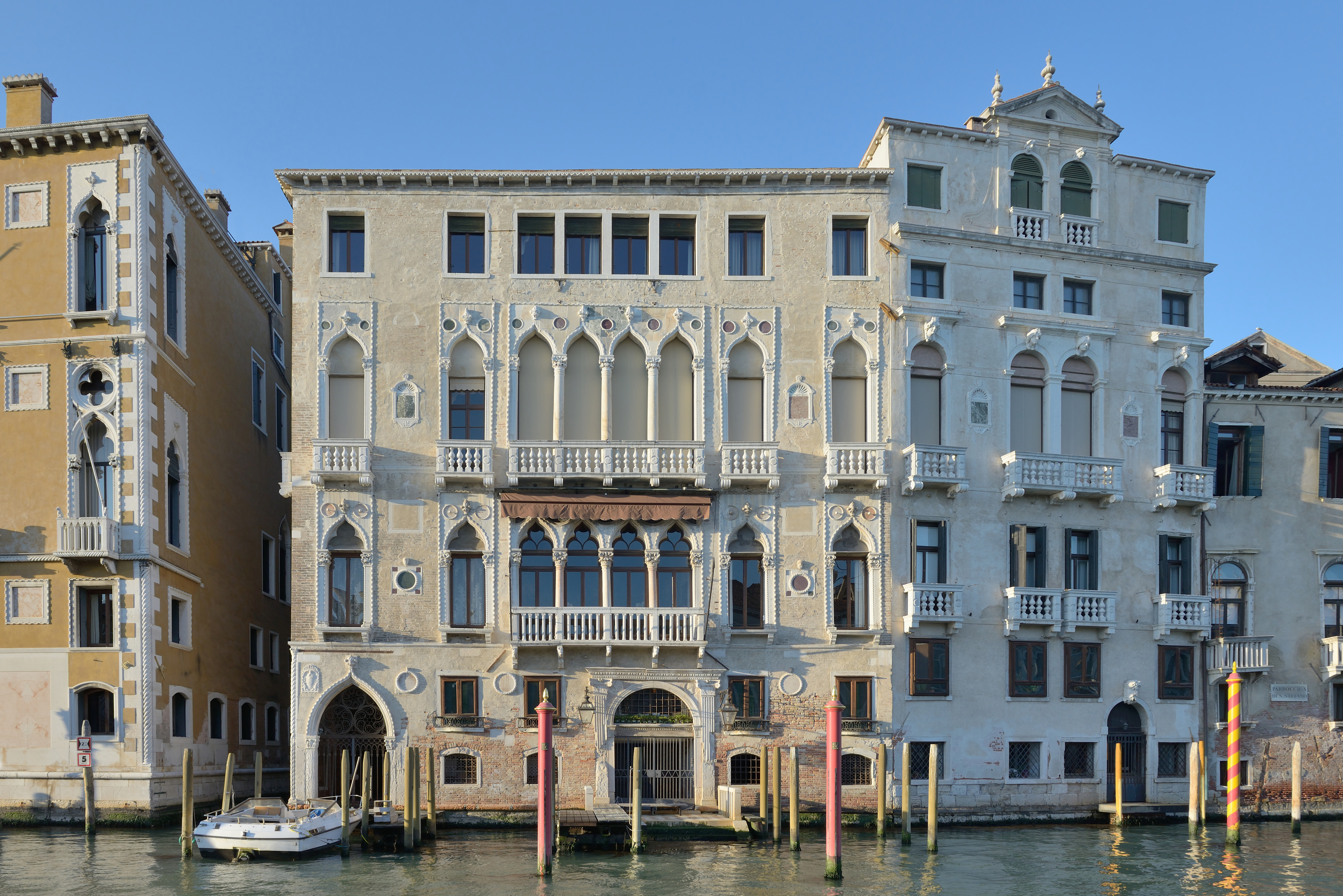
Ca' Barbaro en el Gran Canal.
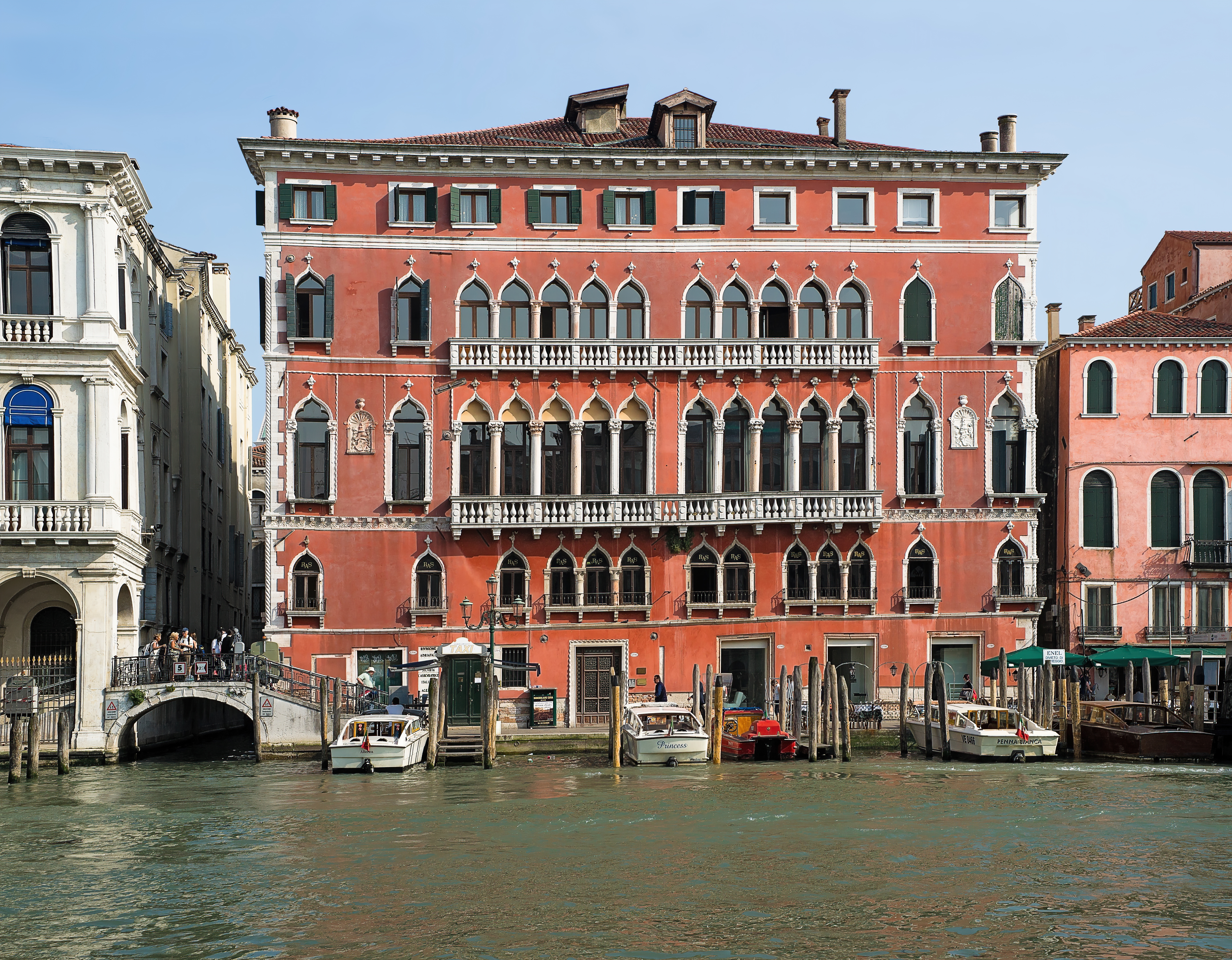
Palacio Bembo en el Gran Canal, cerca del puente de Rialto.
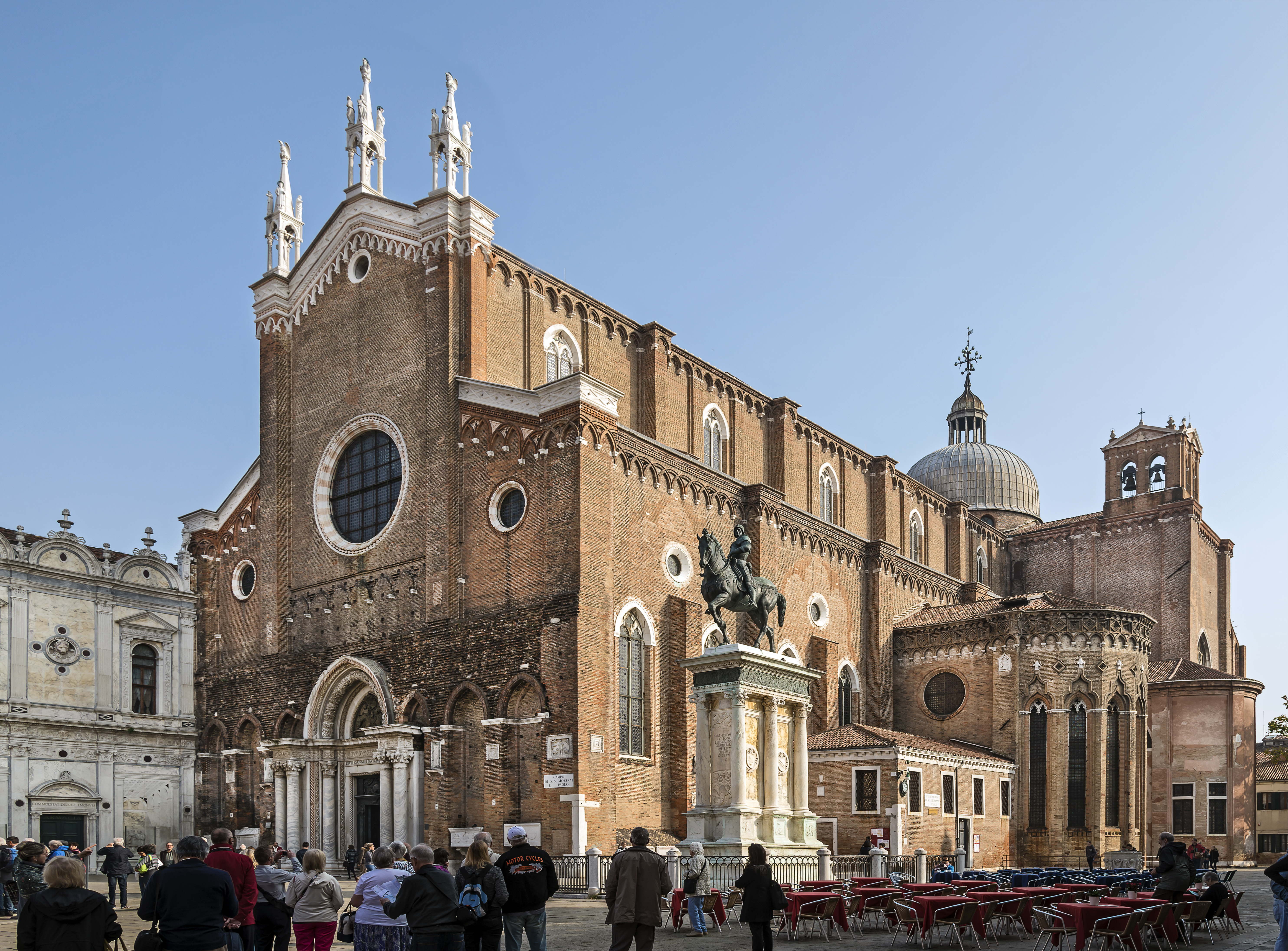
San Juan y San Pablo, años 1340
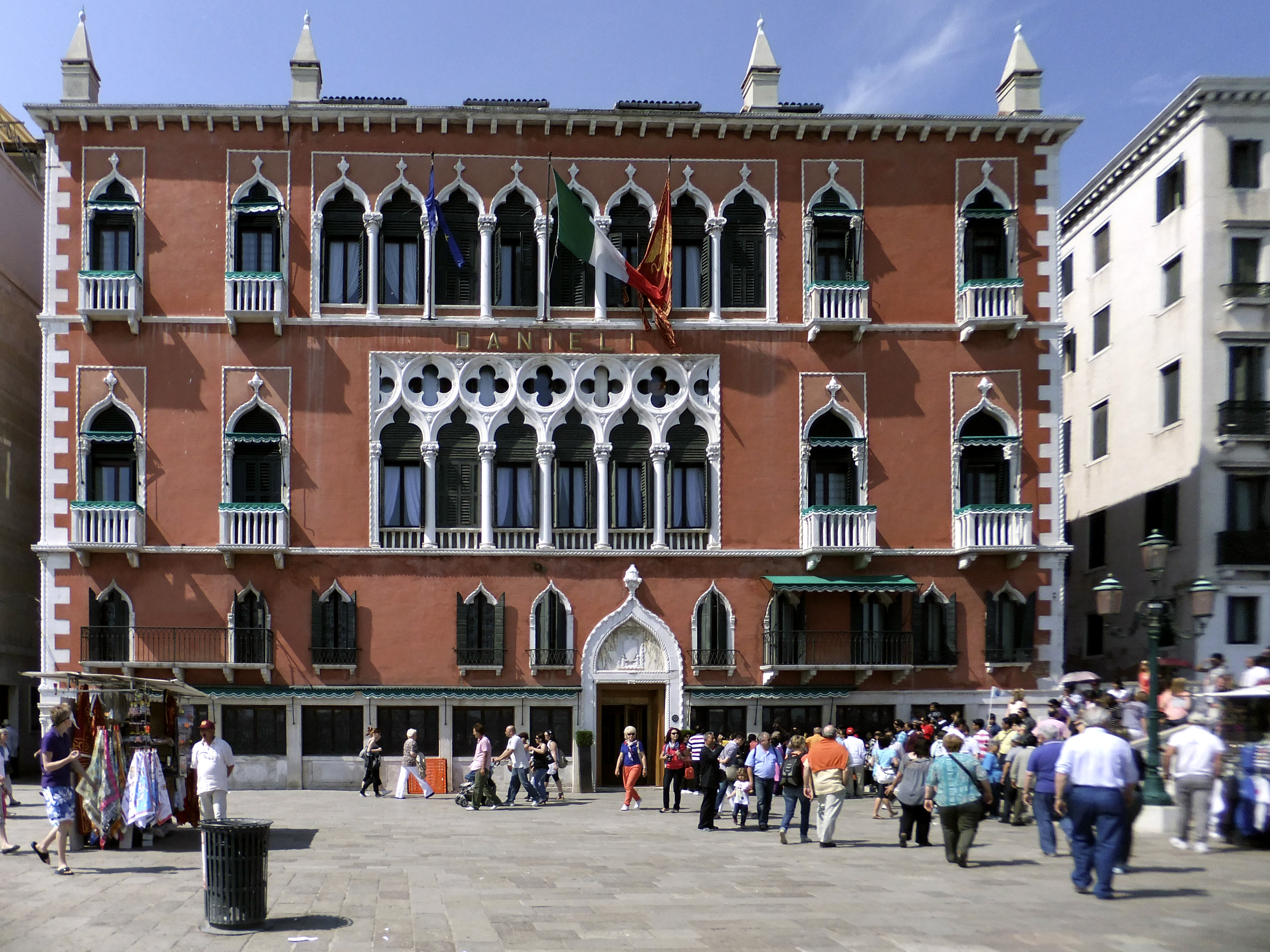
Palazzo Dandolo, algo "restaurado" y elaborado en el siglo XIX.

## Contexto

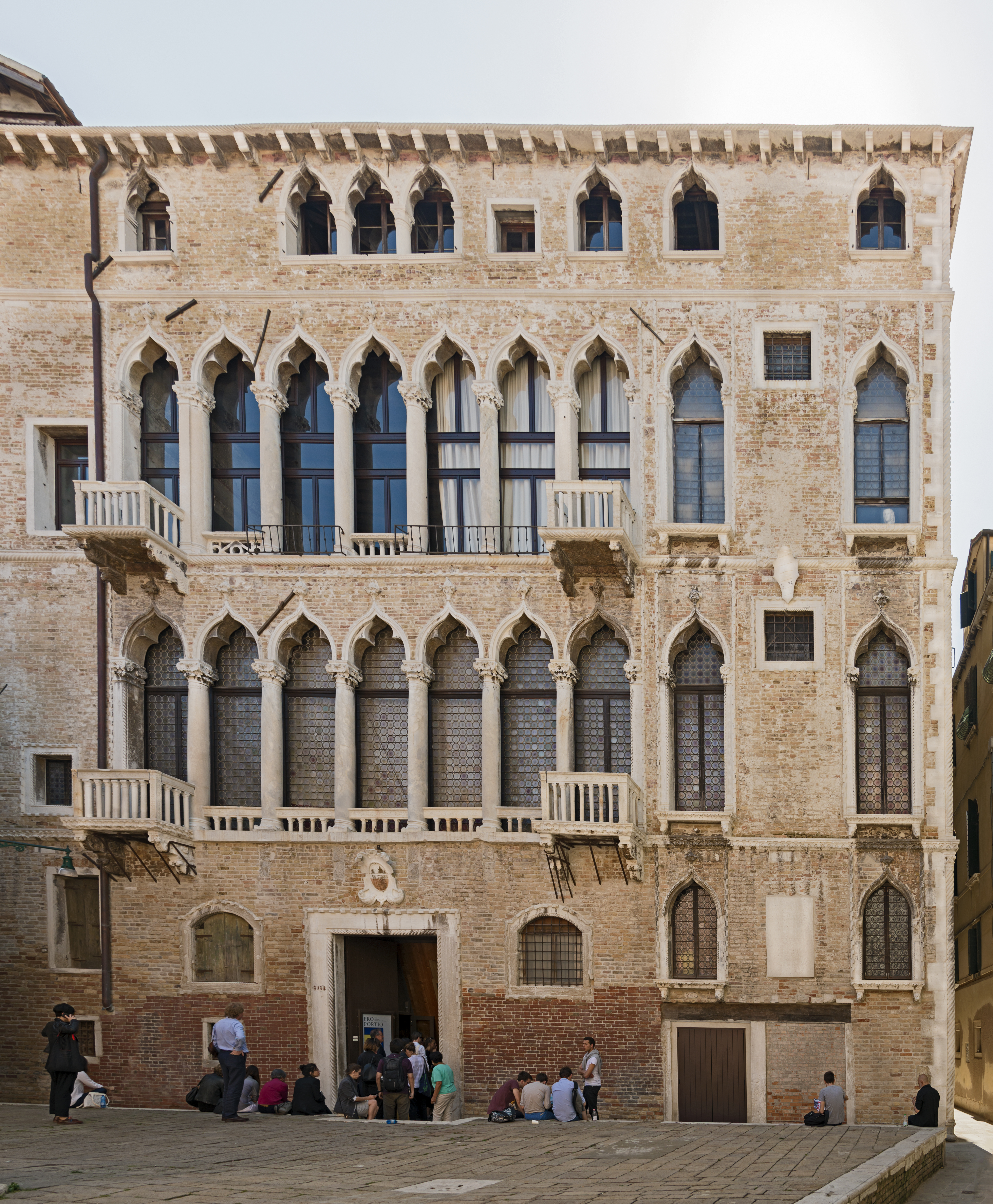
Palazzo Pesaro Orfei,.

Venecia está construida sobre barro aluvial, y todos los edificios de la ciudad estaban (y en su mayoría todavía lo están) apoyados por un gran número de pilotes de madera hincados en el barro. Por encima de eso, el material de construcción normal era el ladrillo, aunque las fachadas más grandes generalmente estaban revestidas con piedra de Istria, una fina piedra caliza que no es estrictamente un mármol, aunque a menudo se le llama así. Esta llegaba por mar desde las canteras en Istria en Terraferma, ahora en Croacia. Otras piedras con diferentes colores se usaban a menudo para el contraste, especialmente una piedra roja de Verona. El marmorino, un estuco hecho de piedra caliza de molienda, ladrillos y fragmentos de terracota, era el acabado típico para paredes interiores y, a veces, exteriores. Los techos planos soportados con vigas de madera eran preferibles a las bóvedas, que podían agrietarse cuando el edificio se asentara sobre los cimientos de los pilotes.
La ciudad principal ya estaba en gran parte construida, con edificios apretados en el centro; esto se muestra claramente por la enorme xilografía de Jacopo de' Barbari View of Venice  con una vista elevada de la ciudad en 1500. Debido a que los edificios estaban muy apretados, Venecia era aún más propensa a incendios que otros centros de las ciudades italianas, creando la necesidad de construir nuevos edificios.

## Palacios

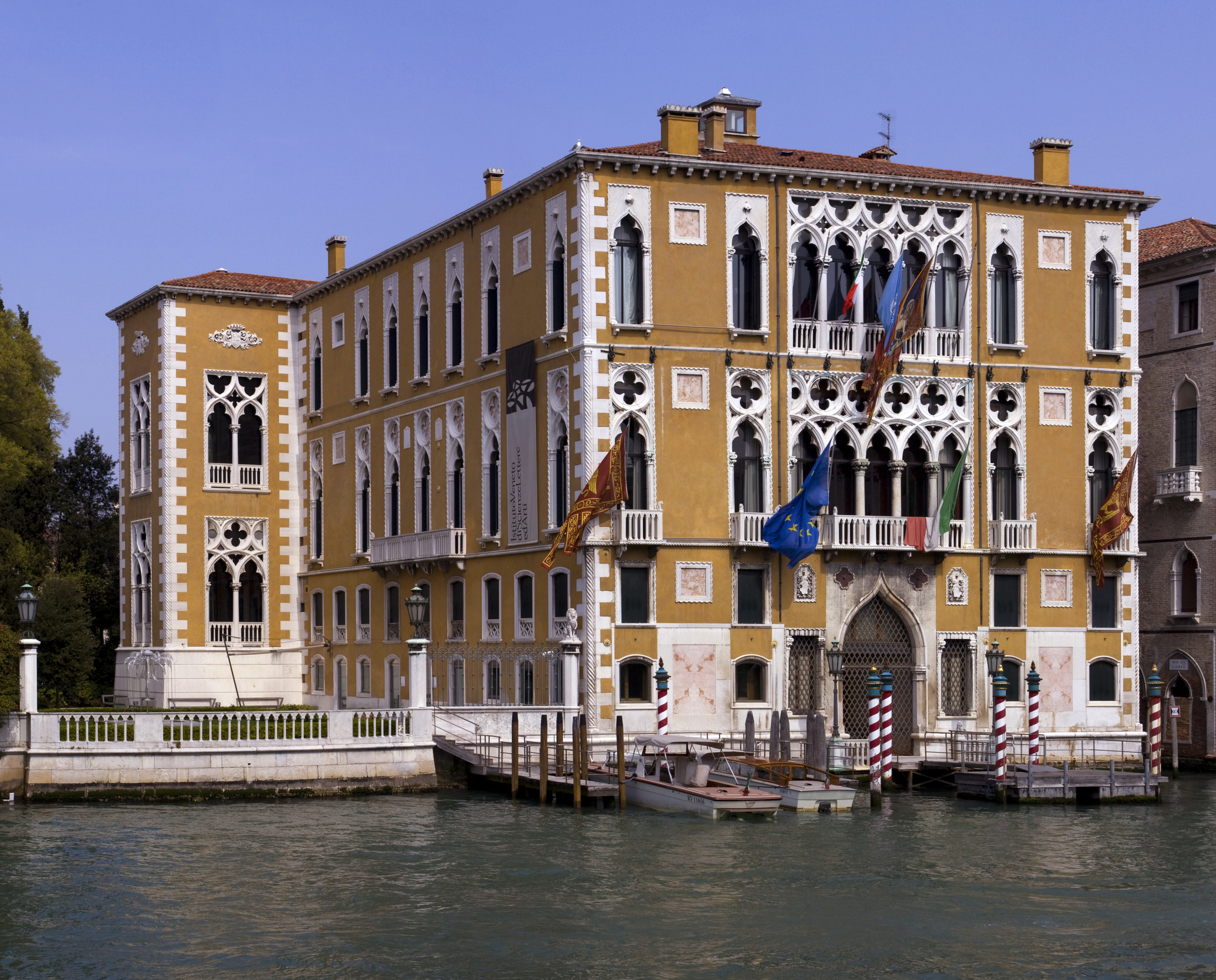
El Palazzo Cavalli-Franchetti en el Gran Canal; el estilo de ventana de la fachada del se extendió a los lados en el.

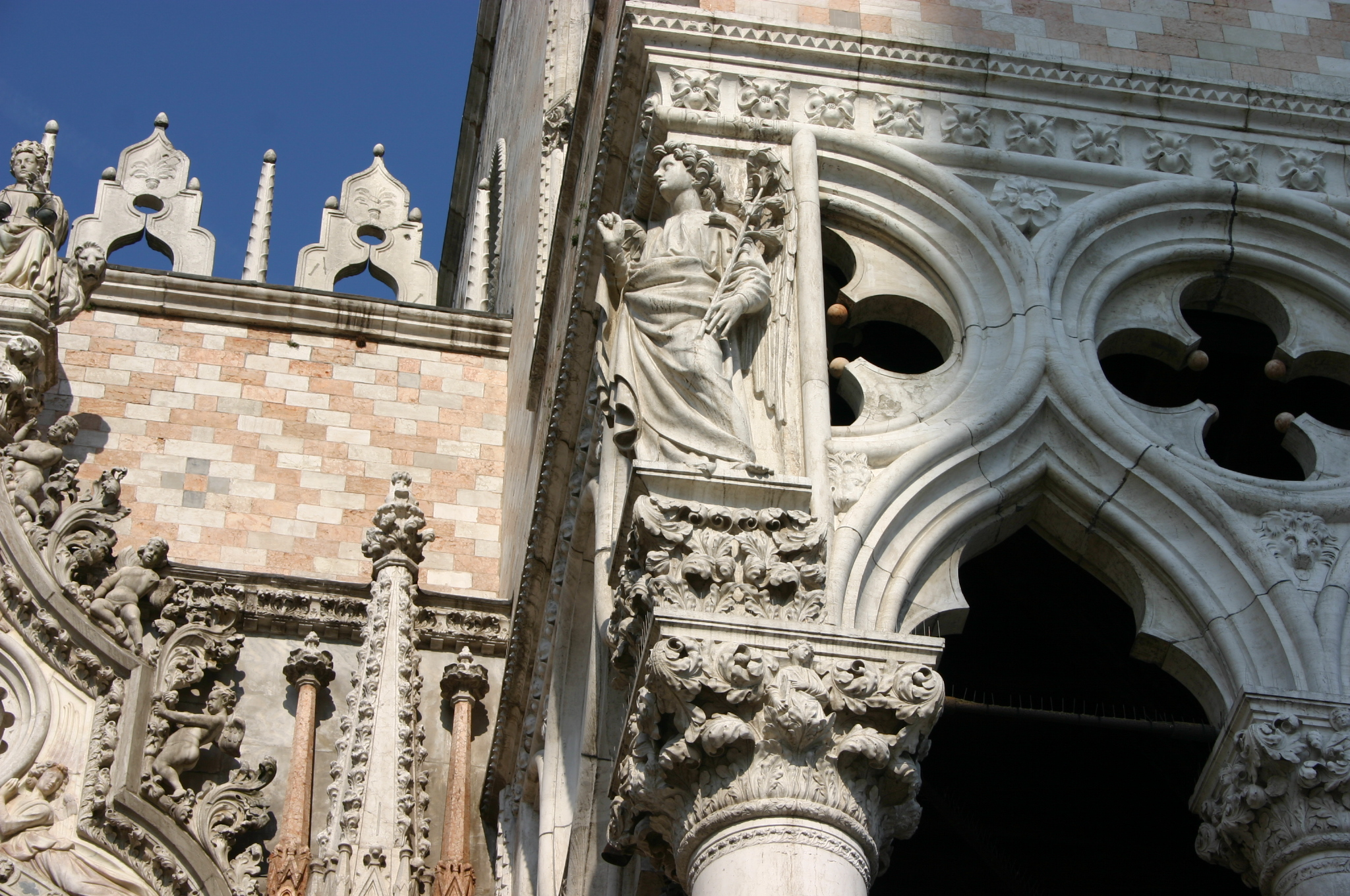
Este rincón exterior del palacio de los Dogos muestra la complicada mezcla que constituye el "gótico" veneciano tardío.

A diferencia de los palacios o casas de las familias acomodadas en otras ciudades italianas, la defensa no era una preocupación importante en el diseño, que en cualquier caso, a menudo tenían "fosos" en algunos de los lados. El concurrido centro de la ciudad alentó la construcción de edificios altos para los estándares de la época, y se iluminaban principalmente desde la fachada frontal, que por lo general tenía más ventanas y más grandes que los palacios en otros lugares.

La mayoría de los palacios se desdoblaban como lugares de negocios, en la planta baja, con la residencia arriba. Las plantas bajas, que incluso cuando se construyeron probablemente eran propensas a inundaciones periódicas, tenían relativamente pocas habitaciones y disponían de una gran escalera que conducía a los pisos superiores residenciales, donde los techos eran bastante bajos para los estándares de los palacios. El portico sobre un canal permitía cargar y descargar mercancías, y conducía a un gran espacio llamado el androne, donde se almacenaban mercancías y se realizaban las transacciones comerciales. Arriba, el portego o salone era otra habitación grande, dispuesta en el centro y generalmente en forma de «T», que recibía luz de las ventanas y era el espacio principal para comer y entretenerse. En la parte trasera, una escalera abierta conducía a un pequeño patio con una cabeza de pozo y, a menudo, una puerta trasera a la calle. De hecho, no hay pozos verdaderos en Venecia, y la cabeza del pozo conducía a una cisterna sellada del agua subterránea salada, que recogía el agua de lluvia del techo y del patio a través de canales de piedra que conducían a un sistema de filtrado de arena y la cisterna.
En el siglo XIII, a menudo se abandonaron los pórticos en el frente, siendo reemplazados por una o más puertas grandes que conducían al androne.

## Historia
El período gótico llegó a Venecia durante una época de gran afluencia, cuando la clase alta estaba financiando la construcción de nuevas iglesias, así como de nuevas y opulentas casas para ellos mismos. Al mismo tiempo, las órdenes religiosas comenzaban a llevar el estilo gótico a las iglesias de Venecia desde la Italia continental. Los ejemplos más llamativos de esta nueva moda arquitectónica se pueden ver en  San Juan y San Pablo y el Frari. Sin embargo, esas iglesias todavía eran muy similares a las que se encuentran en el resto de Italia, la principal diferencia son los materiales de construcción. No fue hasta el aumento de la construcción palaciega cuando el gótico veneciano se convirtió en un estilo distinto en sí mismo. Influenciado por el palacio Ducal —buena parte es ya del siglo XV, de arquitectos como Giovanni Bon y Bartolomeo Bon o Bono—, los creadores de este nuevo estilo combinaron temas góticos, bizantinos y orientales para producir un enfoque totalmente único de la arquitectura.

## Características y ejemplos
Como describió Ruskin, el arco conopial estuvo en el comienzo del desarrollo estilístico del arco gótico veneciano, en lugar de en el medio o al final, como en otros lugares. Los arcos de medio punto comenzaron a brotar puntos en su borde exterior, mientras que inicialmente permanecían circulares en el interior. Pero las progresiones ordenadas del estilo no siempre se reflejan en los edificios reales, y a veces se puede ver una variedad de estilos en un período particular y en el mismo edificio.
El arco conopial es «relativamente poco común en los edificios eclesiásticos», donde se adoptó un gótico italiano más convencional (y hay menos supervivencias). Por el contrario, los arcos góticos convencionales se ven en palacios «solo en los elementos más sólidos». Debido a que el terreno inestable desalentaba el uso de las bóvedas, la «raison d'etre  estructural de la arquitectura gótica —permitir la construcción de bóvedas cada vez más altas, con más flexibilidad en la planta—, era completamente irrelevante en Venecia».
En el norte de Europa, las tracerías solo soportaban vidrieras. En contraste, las tracerías en el gótico veneciano soportaban el peso de todo el edificio. Por lo tanto, el peso relativo sostenido por las tracerías alude a la ingravidez relativa de los edificios en su conjunto. Esto (y el uso reducido asociado de muros de carga) le da al estilo arquitectónico gótico veneciano ligereza y gracia en la estructura.
El gótico veneciano, aunque mucho más intrincado en estilo y diseño que los tipos de construcción anteriores en Venecia, nunca permitió más peso o tamaño del necesario para soportar el edificio. Venecia siempre había tenido la preocupación de que cada centímetro de tierra era valioso, debido a los canales que atraviesan la ciudad.
Un aspecto importante del cambio de estilo gótico veneciano que se produjo durante los siglos XIV y XV fue la proporción de la sala central en los edificios seculares. Esta sala, conocida como el  portego, evolucionó hacia un largo pasillo que a menudo se iluminaba a través de una loggia con arcos góticos. Los arquitectos favorecieron el uso de complejas tracerías, similares a las que se encuentran en el Palacio de los Dogos. La edificación gótica veneciana más emblemática, el palacio Ducal, es un edificio lujosamente decorado que incluye rasgos de los estilos arquitectónicos gótico, morisco y renacentista. En el siglo XIV, después de dos incendios que destruyeron la estructura anterior, el palacio fue reconstruido en su forma actual, reconociblemente gótica.

## Iglesias

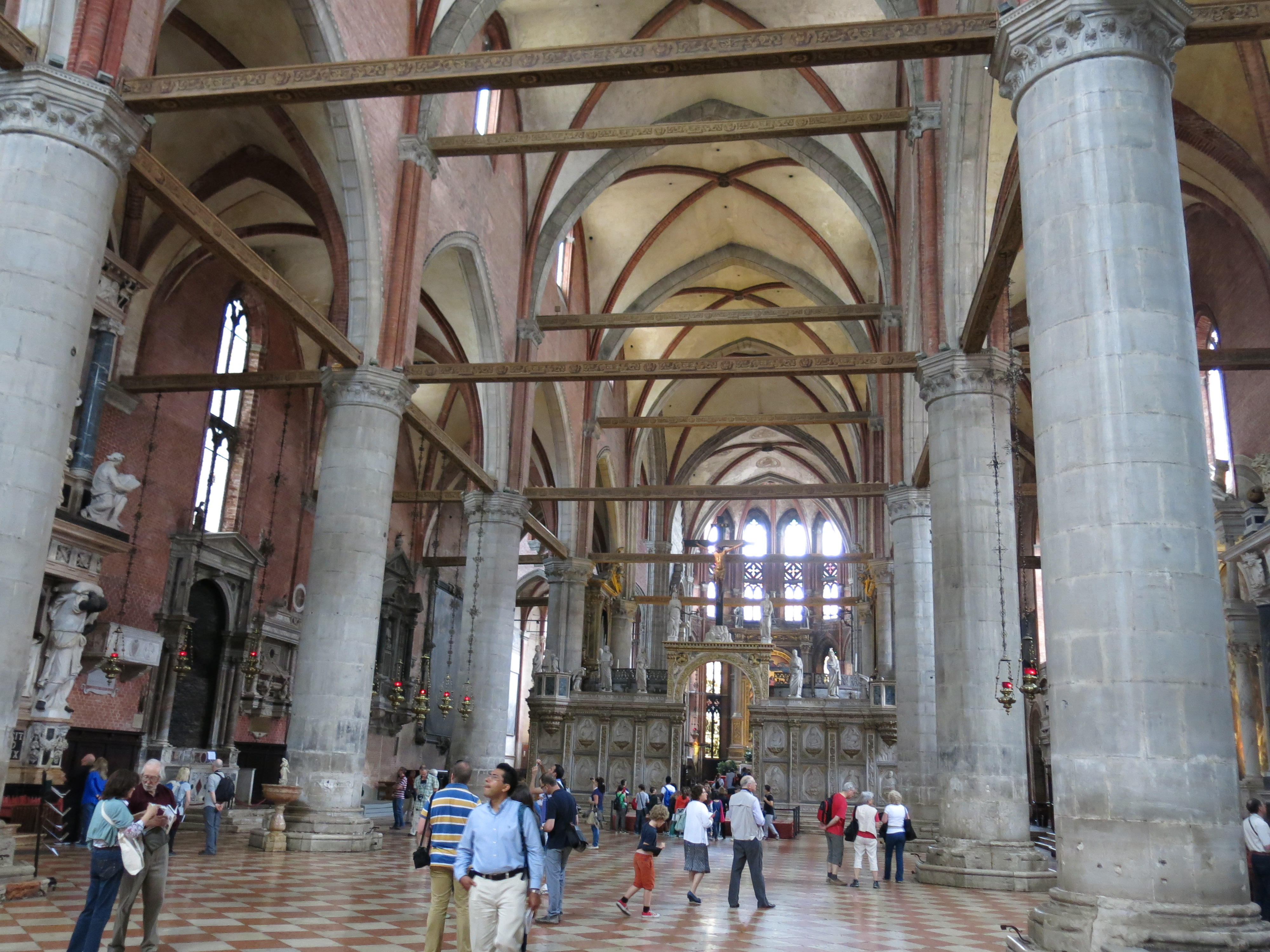
Interior del Frari

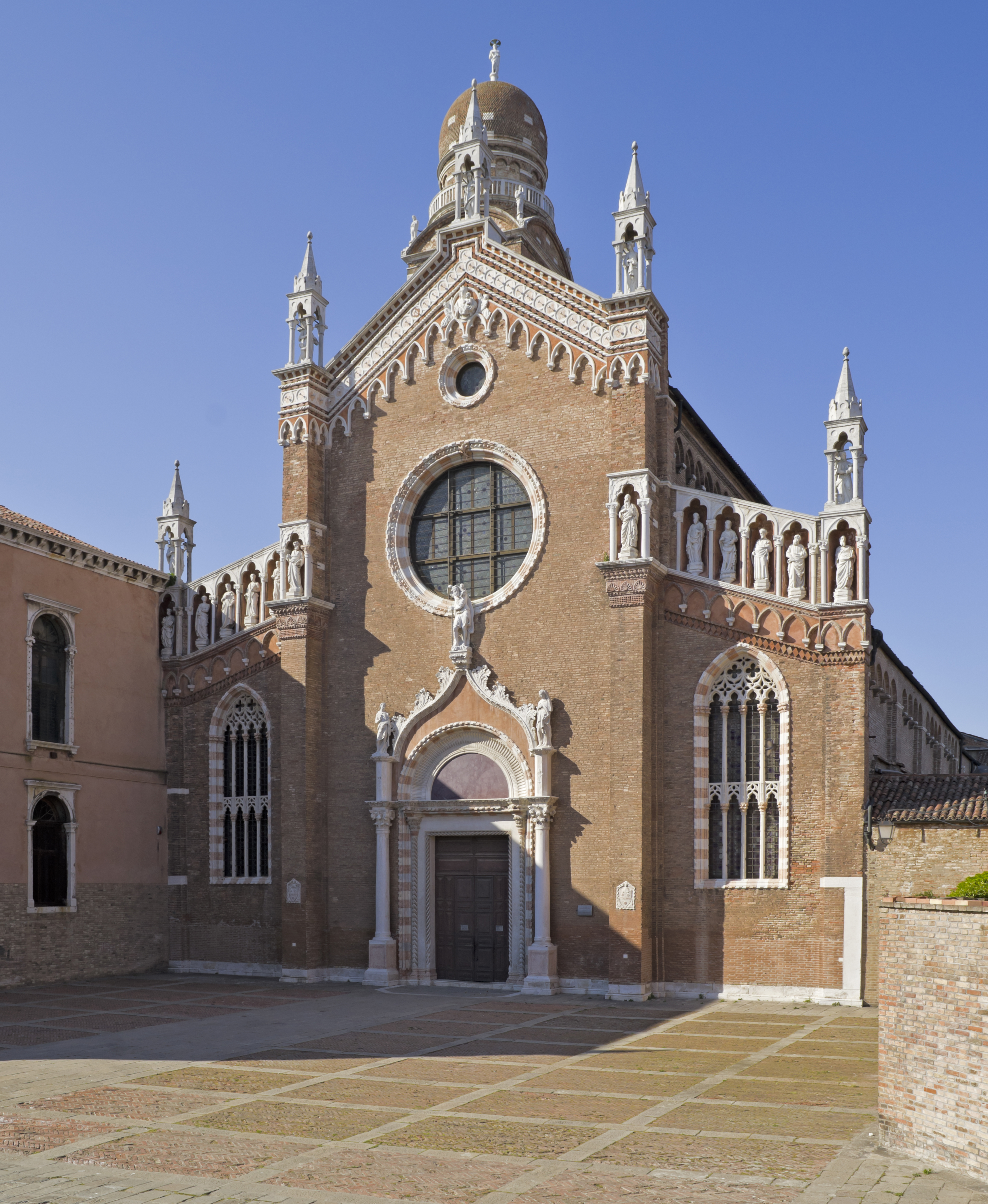
Santo Stefano

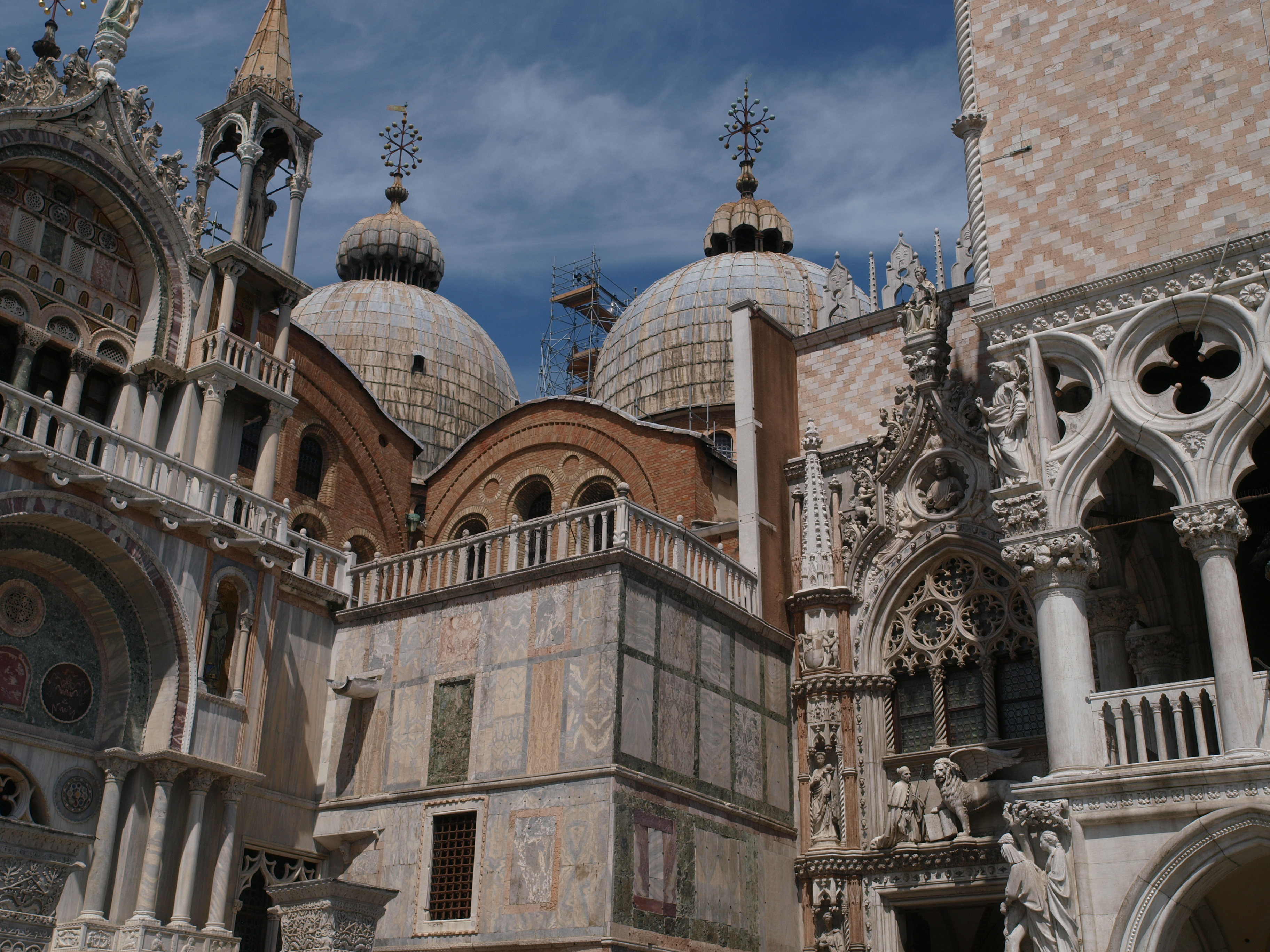
Una vista más amplia de la imagen de arriba, que muestra (sobre San Marcos, a la izquierda) las cúpulas, elegantes chapas de piedra y, en la parte superior izquierda, dos rejillas de piedra.A wider view from the picture above, showing (on San Marco at left) the domes, fancy stone veneers, and at top left, two stone grilles.

Las dos iglesias góticas más grandes que permanecen en gran medida inalteradas son las de las principales órdenes mendicantes; ambas están diseñados para proporcionar grandes espacios abiertos para que los predicadores estelares llegasen a las grandes congregaciones. Esas órdenes estaban controladas desde la parte continental italiana, y su arquitectura original reflejaba principalmente los estilos italianos más amplios desarrollados por cada orden en otros lugares, y por ello representaban una novedad en Venecia. Ambas se convirtieron en el hogar de numerosas tumbas de pared importantes en el interior, lo que probablemente ha impedido que los interiores fueran reacondicionados en estilo barroco, como ha sucedido en otros lugares.
La iglesia dei Frari (1250-1338)  es la iglesia franciscana, obra de Jacobo y Pier Paolo Celega. Como la mayoría de las iglesias franciscanas medievales, esta es un gran edificio llano, construido económicamente para que grandes multitudes escuchasen a sus mejores predicadores. Construida por primera vez en el siglo XIII, fue reconstruido en su estilo gótico actual durante un largo período en los siglos XIV y XV.
La iglesia dominicana rival, San Juan y San Pablo (1333-1430) en San Zanipolo, es la otra gran iglesia gótica de la ciudad que conserva su carácter original. Se comenzó por primera vez en la década de 1240, pero esa iglesia era demasiado pequeña, y el edificio actual probablemente se inició en 1333, aunque no se consagró hasta 1430. Muchas otras iglesias conservan una importante obra gótica, especialmente Santo Stefano, una gran iglesia parroquial con techo de madera de "quilla de barco". La iglesia de la Madonna dell'Orto, construida por la orden Humiliati, es principalmente del siglo XIV, pero la fachada, aún gótica, data de la década de 1460. Otras iglesias góticas han sido renovadas en estilos renacentista o barroco. En San Marcos, la iglesia principal de la república, hay mucha escultura gótica en la fachada y otros detalles, pero los elementos principales de la edificación siguen siendo románico italo-bizantinos.

## Influencias islámica y bizantina

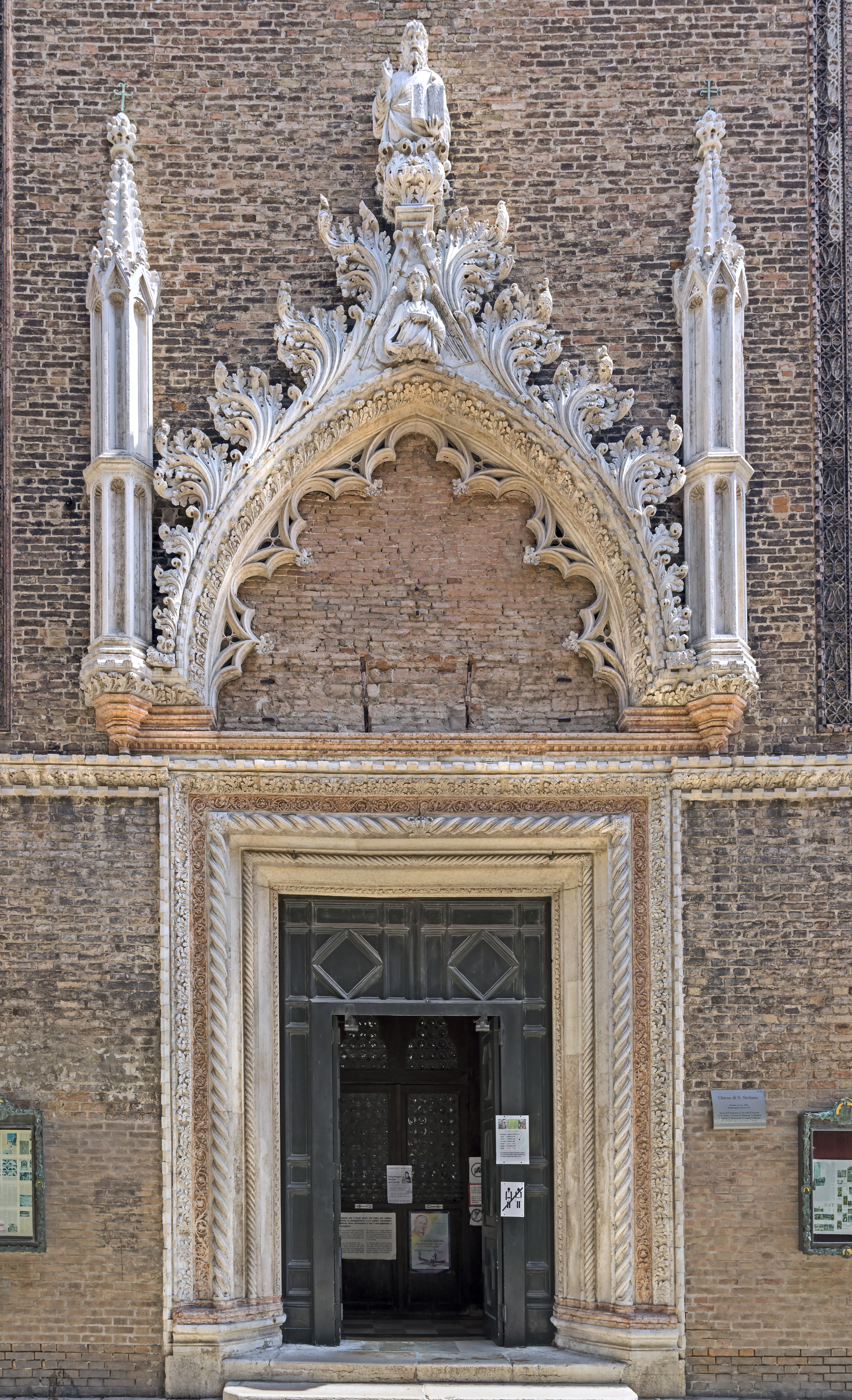
Portal de Santo Stefano (1442), atribuido a Bartolomeo Bon

La influencia de la arquitectura islámica se refleja en algunas características del estilo veneciano, en particular en el uso del color y de los patrones en las paredes exteriores, y a veces las rejas de piedra en las ventanas, y tal vez las crestería con almenados puramente decorativos en las líneas del techo. Durante el período, la economía veneciana estuvo fuertemente ligada al comercio con el mundo islámico y el Imperio bizantino, y los estilos arquitectónicos de ambos se entremezclaban, especialmente a principios del período islámico.
Como ejemplo, el decorar las paredes con grandes paneles de mármol de colores elegantes o de otras piedras, que sin duda era del gusto veneciano, también se encontró en la arquitectura bizantina e islámica, pero ambas derivaban de la arquitectura romana imperial. Todavía hay ejemplos en Rávena (gobernada por Venecia desde 1440 hasta 1509), Milán y Roma, y muy probablemente la mayor parte del despojo de otros edificios romanos sobrevivientes aún no se había producido.
Los venecianos también pueden haber considerado que algunos aspectos de la arquitectura bizantina e islámica reflejaban el mundo del cristianismo primitivo: en toda Italia, el disfraz "oriental" servía muy a menudo para figuras bíblicas en el arte, y las pinturas de algunos venecianos, por ejemplo, San Marcos predicando en Alejandría de Gentile Bellini (c. 1505) también usa una arquitectura claramente islámica (incluyendo rejas de piedra), aunque también refleja los estilos bizantinos de Constantinopla, que Bellini visitó en 1479, solo unos veinticinco años después de haberse convertido en la capital otomana. También hubo conexiones venecianas con los estilos islámicos a través de Sicilia y del sur de Italia, y posiblemente a través del Ándalus  (España islámica). Los venecianos probablemente vieron los elementos orientales en su arquitectura de una manera compleja, reflejando y celebrando tanto su historia como la causa de su riqueza derivada del comercio.
Los comerciantes venecianos, y los de las ciudades rivales, llegaron a Persia y al Asia Central en la Pax Mongolica después de las invasiones mongolas, desde aproximadamente 1240 hasta 1360. Había pequeñas colonias venecianas de comerciantes en Alejandría, así como en Constantinopla. Las relaciones de Venecia con el Imperio bizantino fueron aún más íntimas y complicadas, involucrando muchas guerras, tratados y masacres.

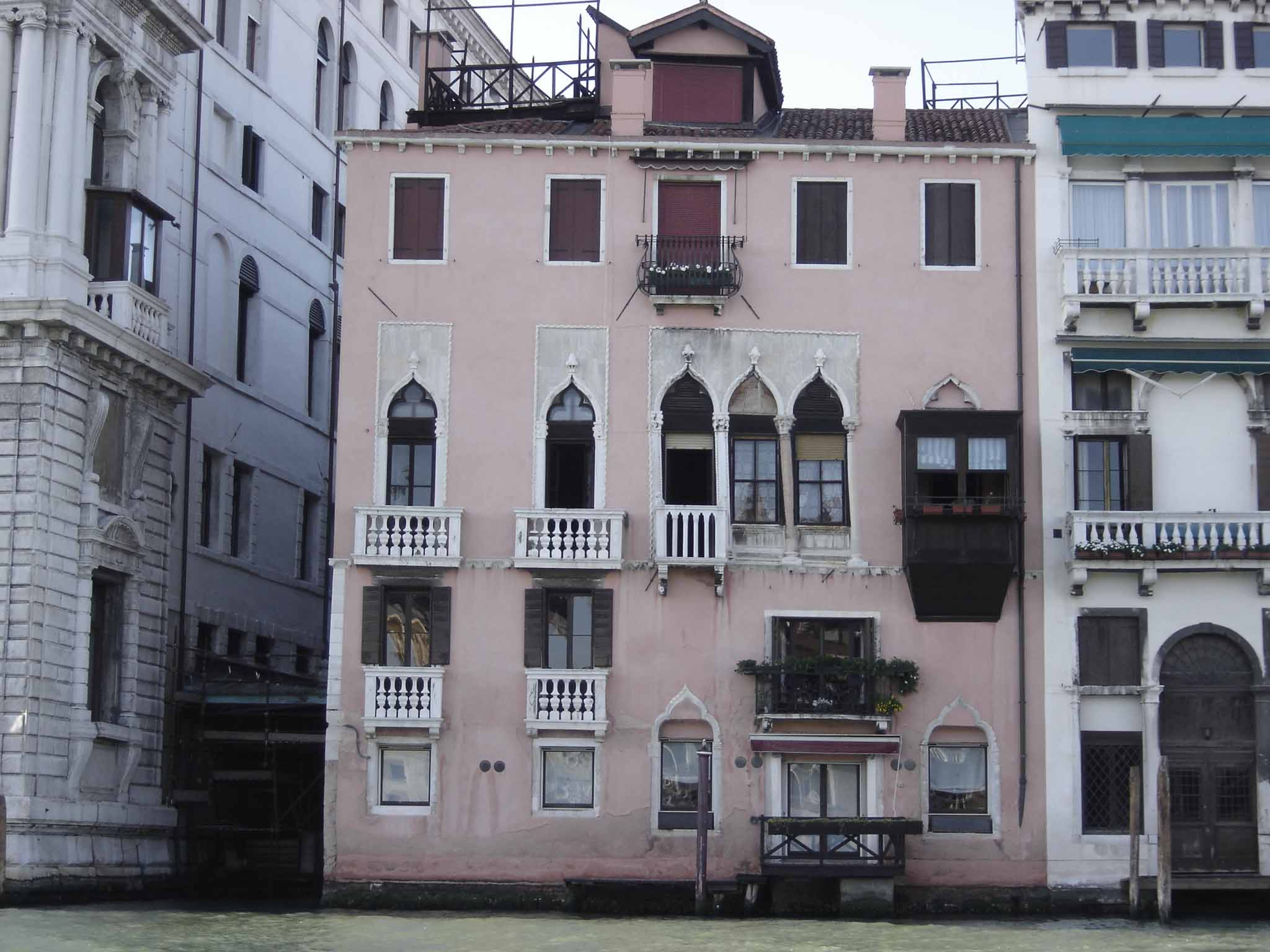
Palazzo Barbarigo Minotto.
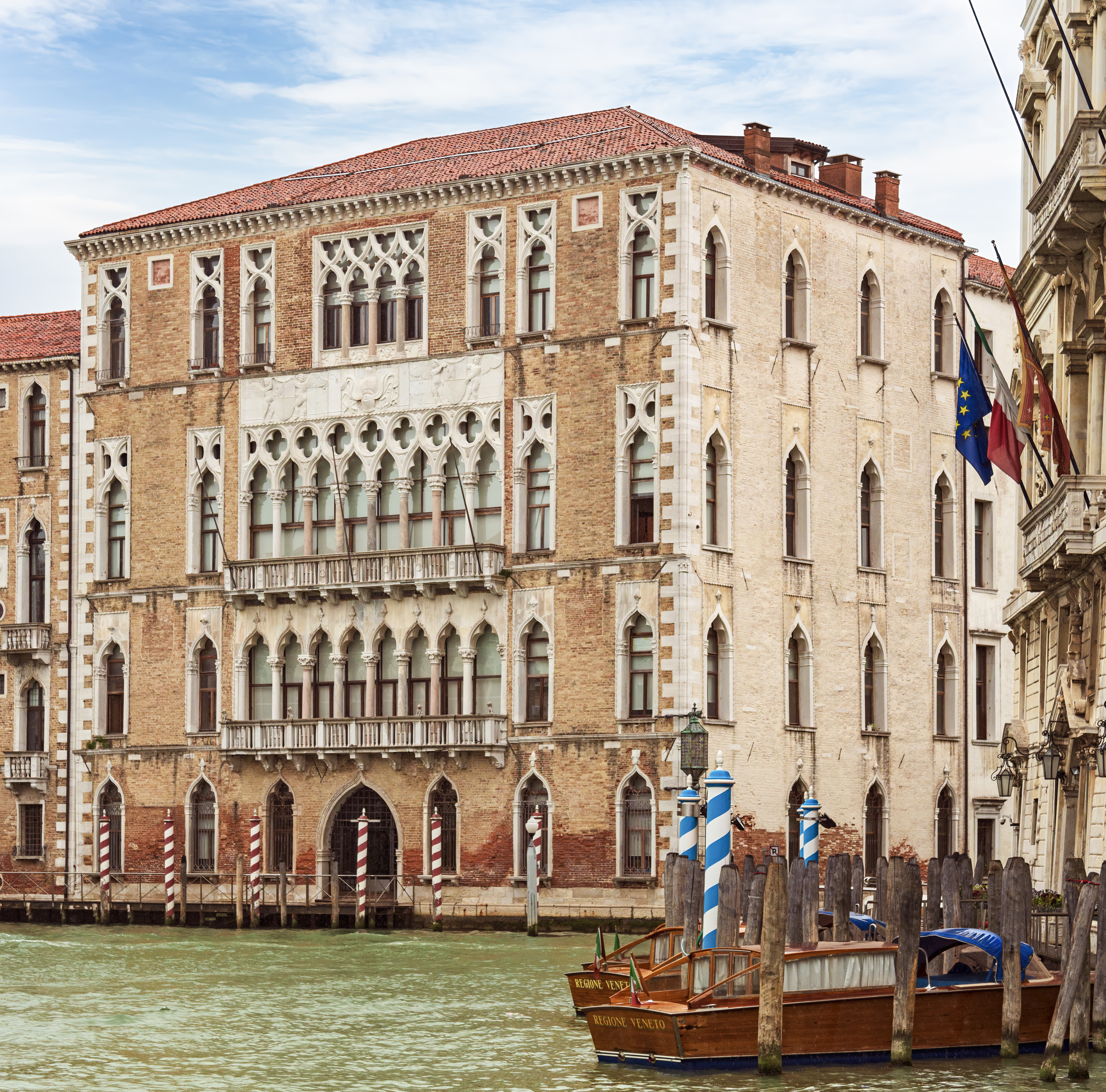
Ca' Foscari construida en estilo gótico veneciano tardío.
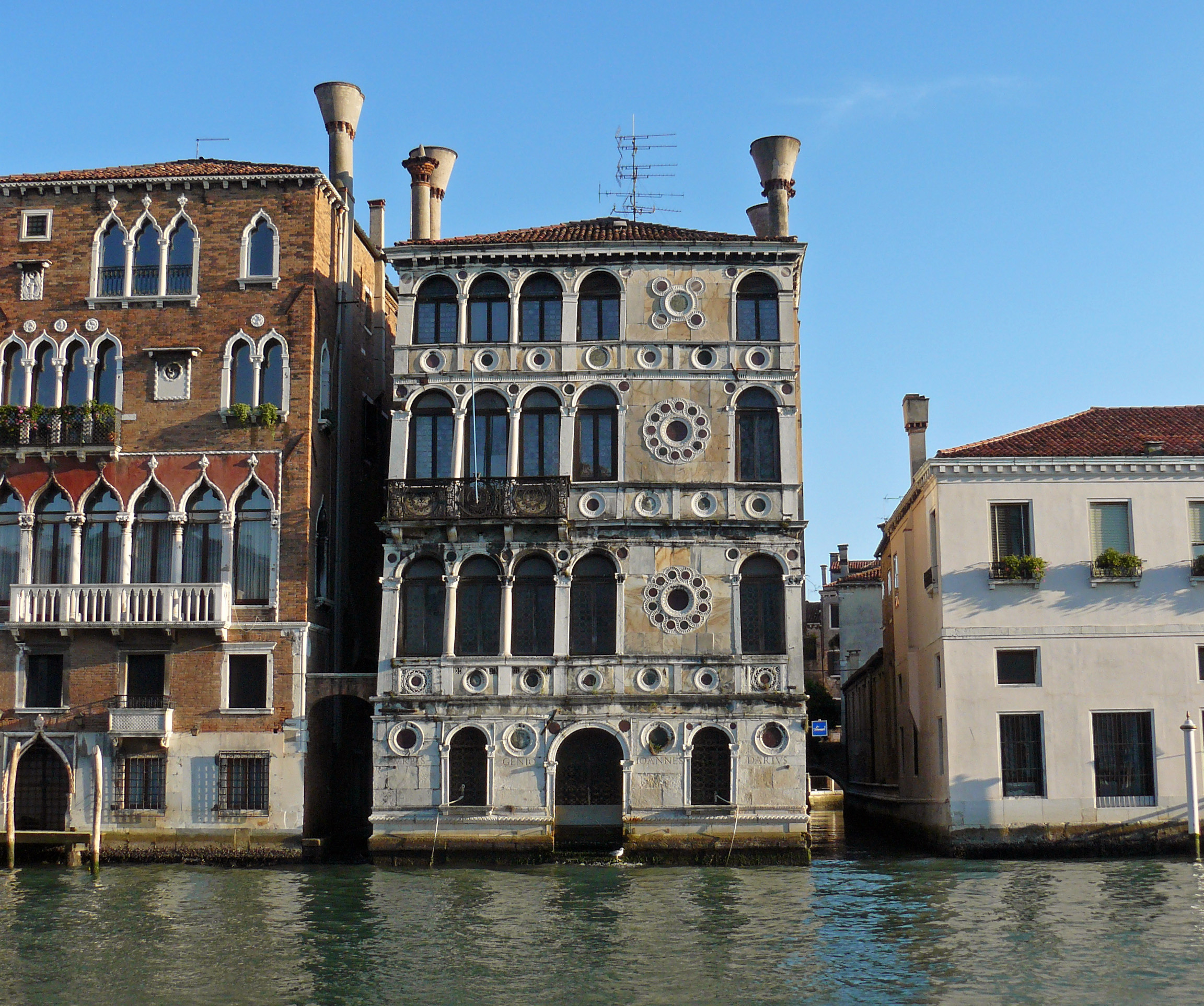
Palazzo Dario ue renovado más tarde con características renacentistas. A la izquierda, el Palazzo Barbaro Wolkoff.
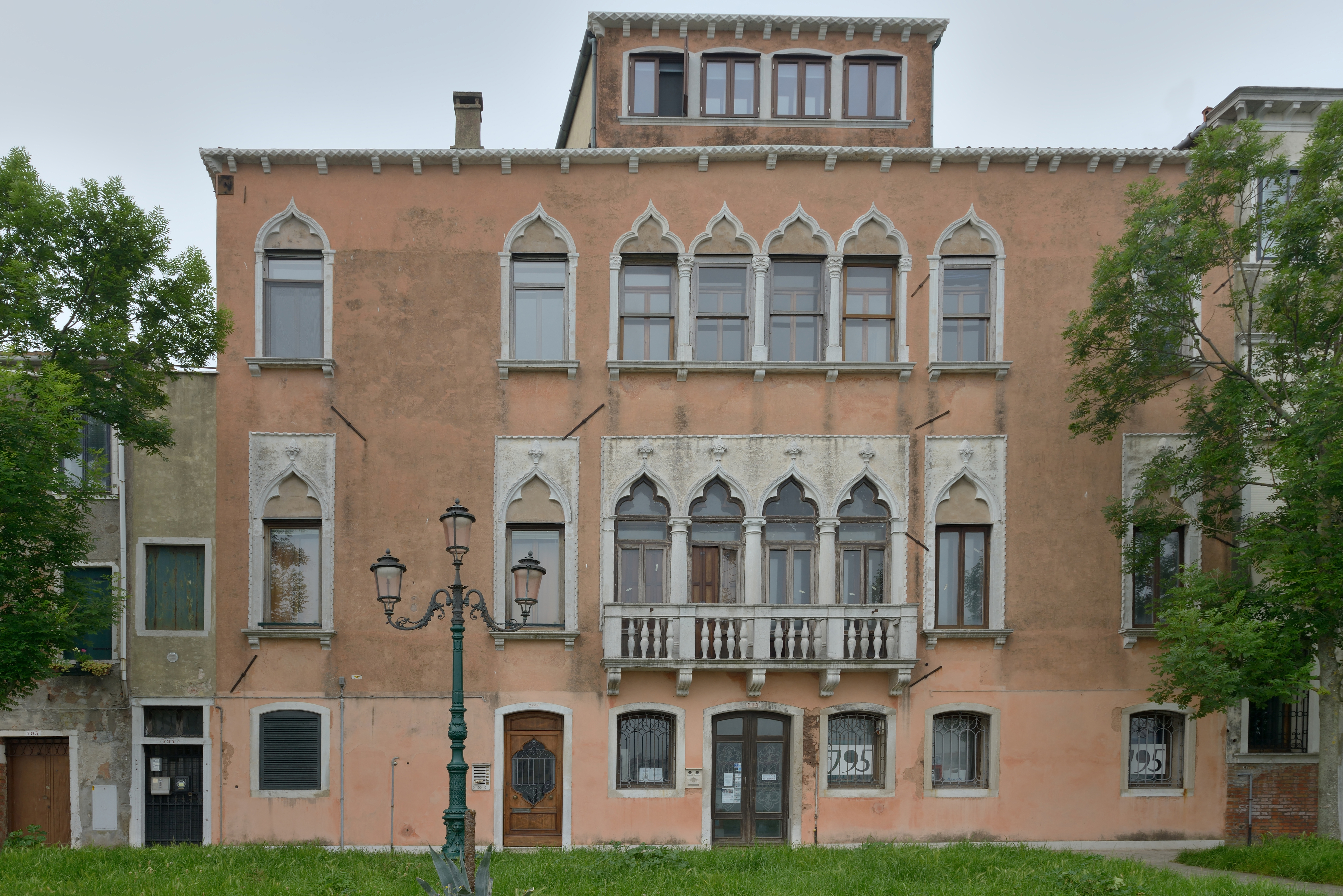
Palazzo Foscari en la isla de la Giudecca.
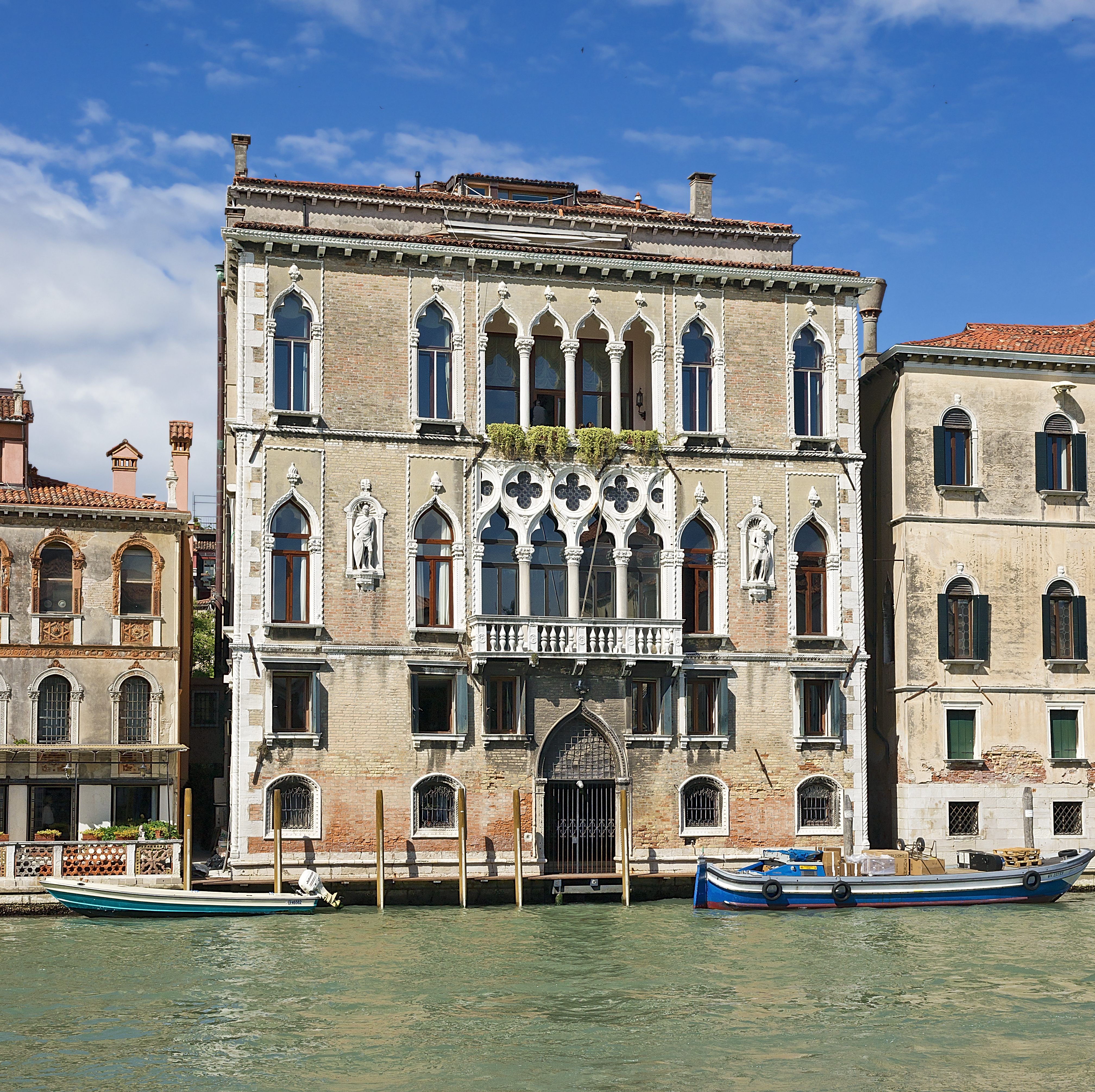
Palazzo Loredan dell'Ambasciatore. Las ventanas rectangulares del ático muestran que este es un edificio de finales del siglo XV, que conserva un estilo gótico en el Renacimiento.
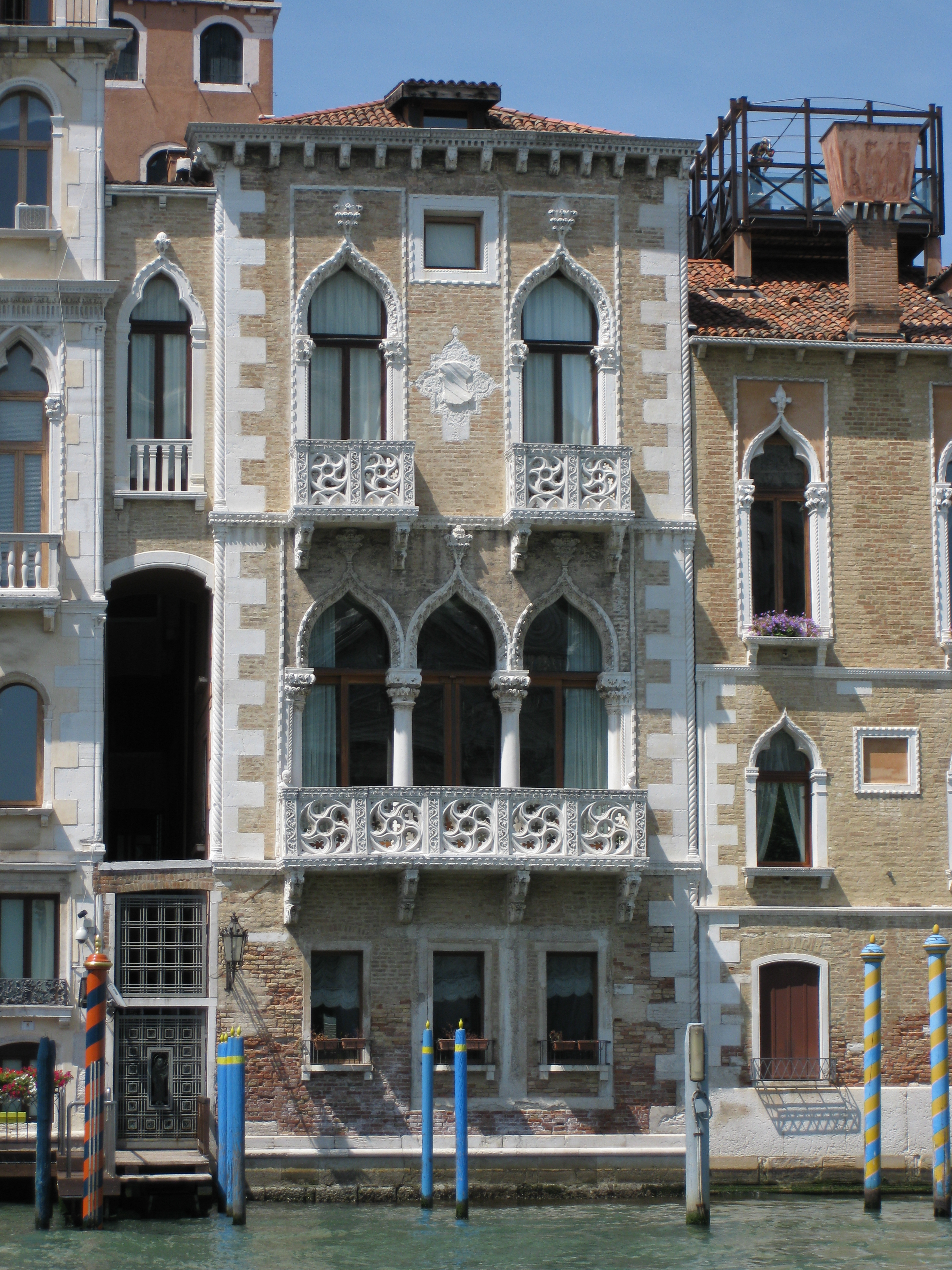
Palazzo Contarini Fasan
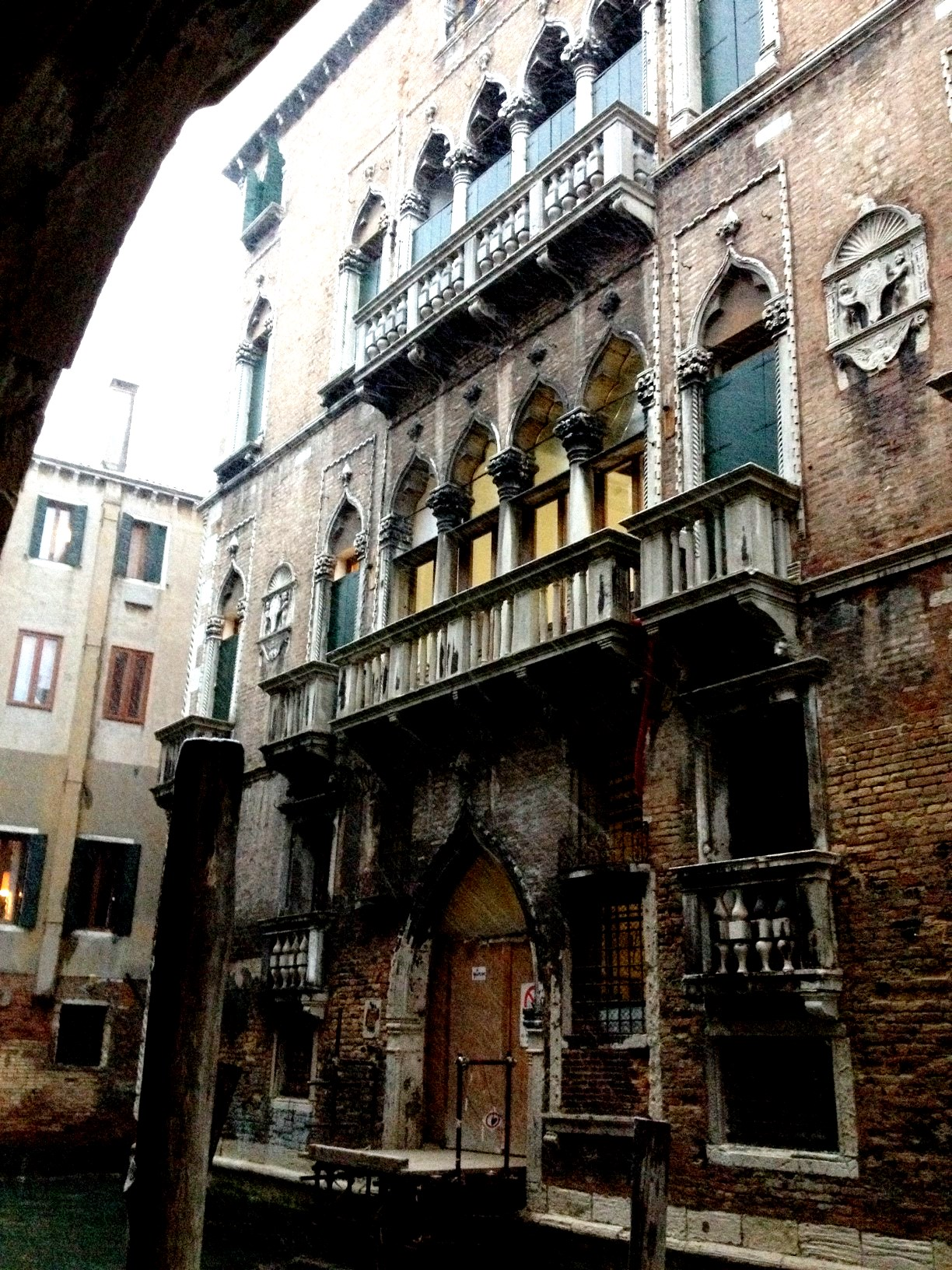
Palazzo Molin del Cuoridoro.
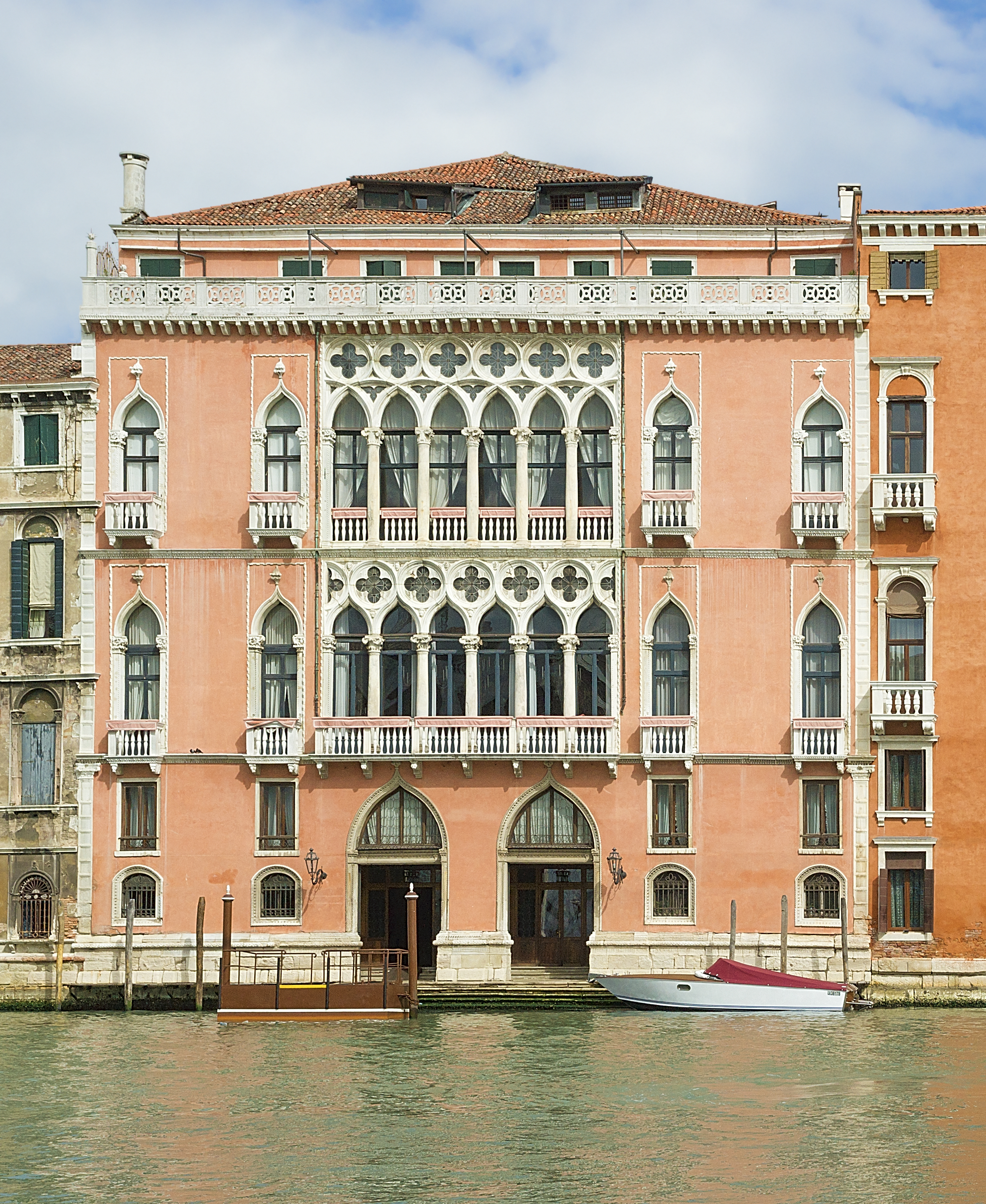
Palazzo Pisani Moretta en el sestiere de San Polo.

## Revival
El estilo fue revivido en el siglo XIX, principalmente a través de la influencia del crítico arquitectónico británico John Ruskin y de su librito The Stones of Venice (Las piedras de Venecia). Debido a la escasez de espacio en Venecia, la mayoría de los palazzi eran cajas rectangulares altas (para los estándares medievales), con una fachada ornamentada, pero muy a menudo con paramentos lisos los otros alzados externos. Tampoco tenían patios que desperdiciaran espacio. Por lo tanto, la forma básica se adaptaba muy bien a los requisitos del siglo XIX, y la venecianidad del estilo apareció principalmente en las elaboradas ventanas, cornisas y otras decoraciones de la fachada.
En Norteamérica, el estilo fue popularizado por los arquitectos Charles Amos Cummings, Frank Furness, Norman Shaw, William Robert Ware, Willard T. Sears y Frederick William Stevens.  En Australia, el arquitecto William Pitt fue un exponente del estilo y Joseph Reed fue conocido  también por experimentar con él.

Ejemplos de neogótico veneciano
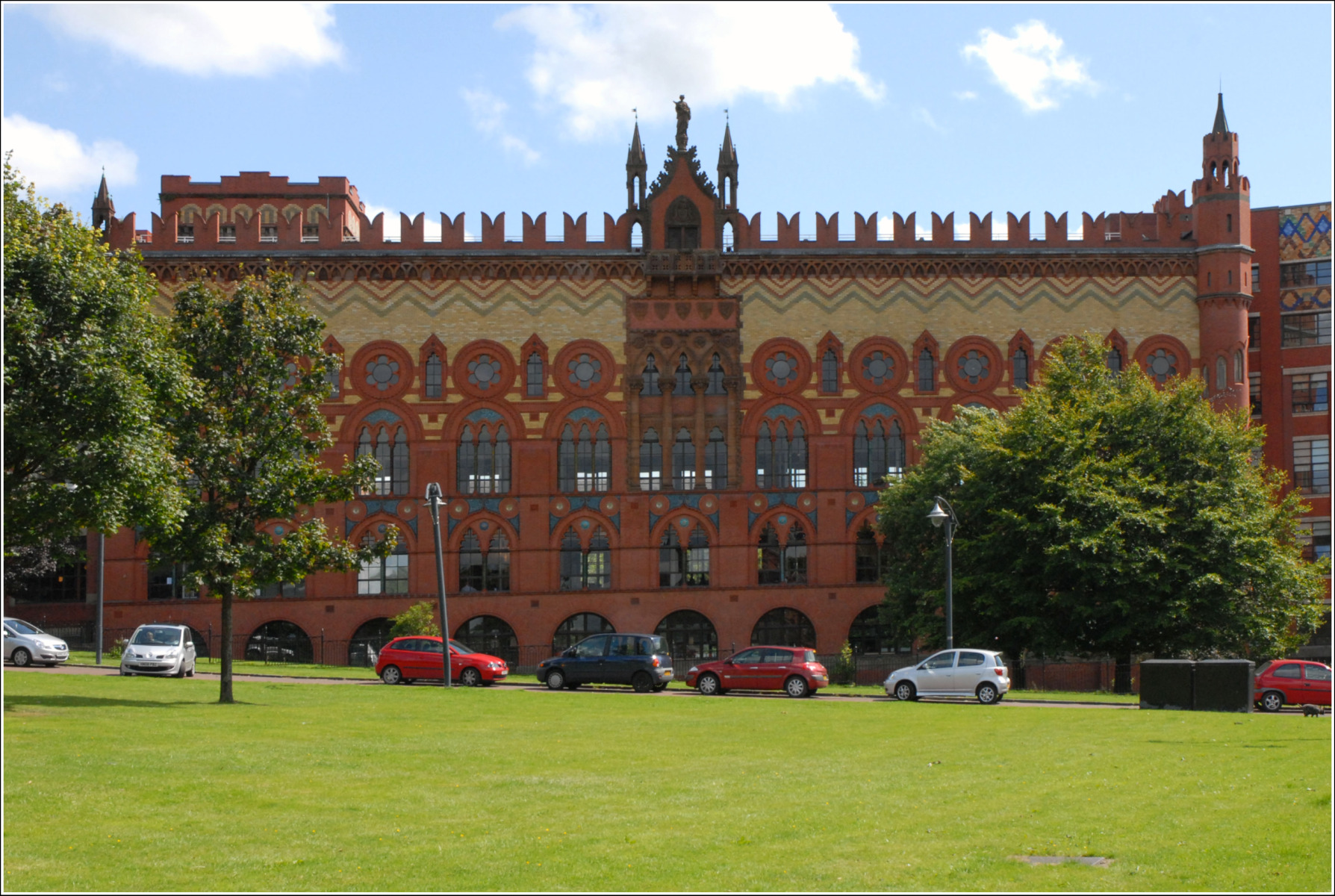
La fachada occidental del Templeton On The Greens, Glasgow, Escocia.
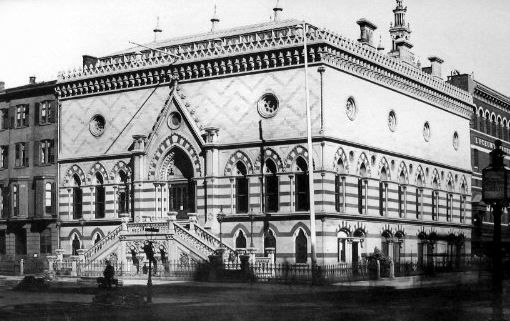
National Academy of Design en Nueva York, Estados Unidos (1865).
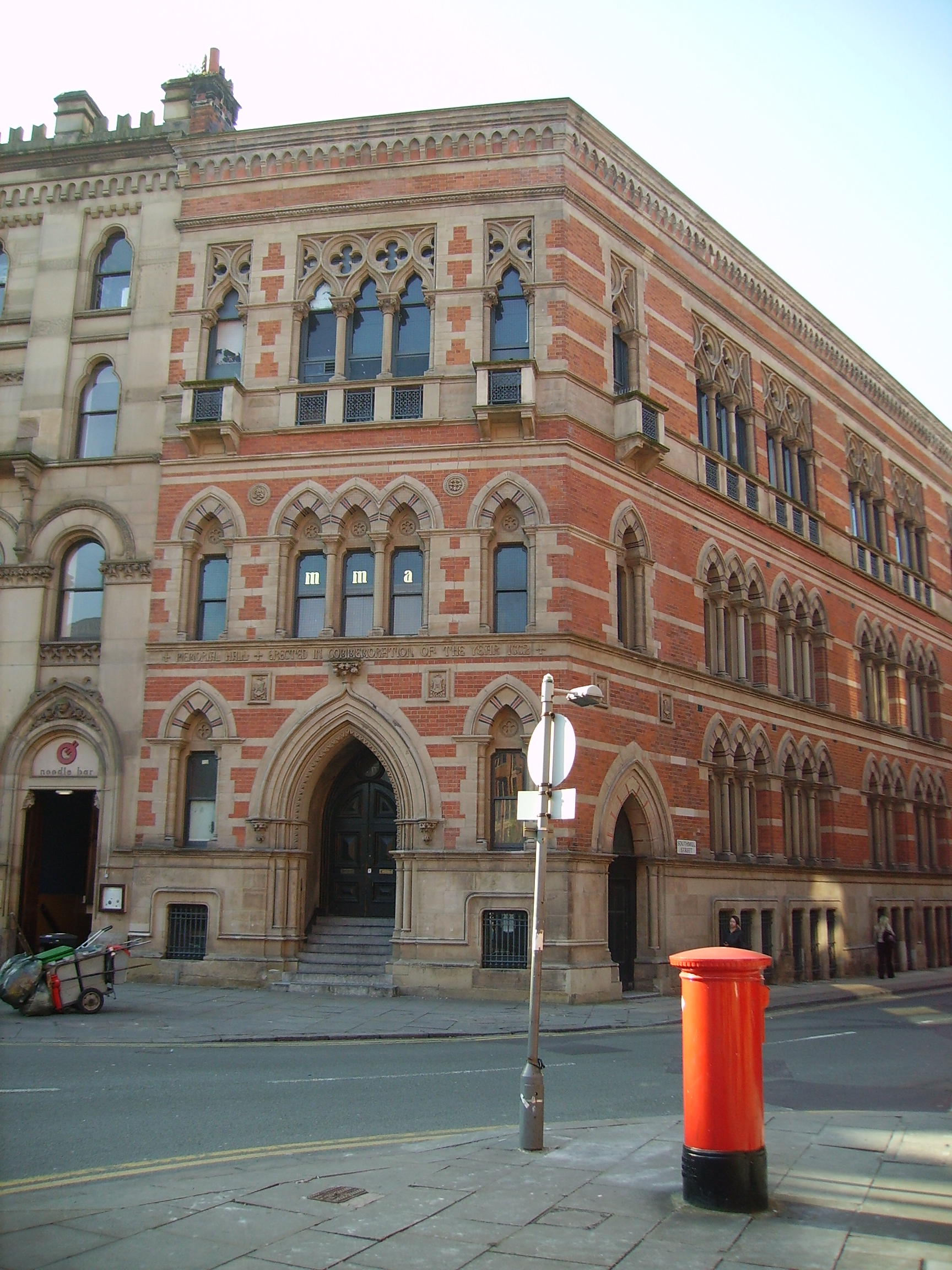
Memorial Hall en Manchester, Inglaterra (1866).
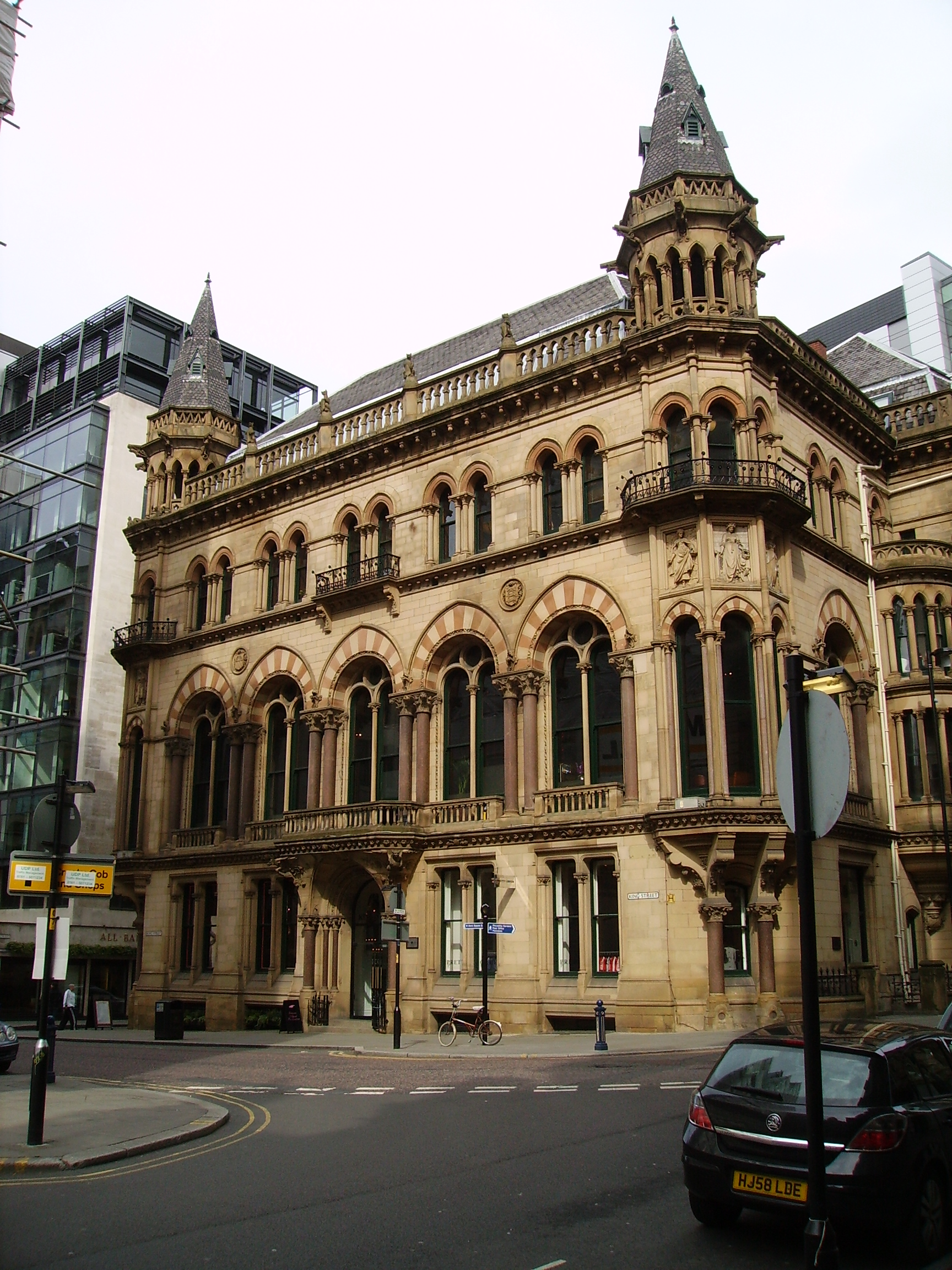
Manchester Reform Club en Manchester, Inglaterra (1870).
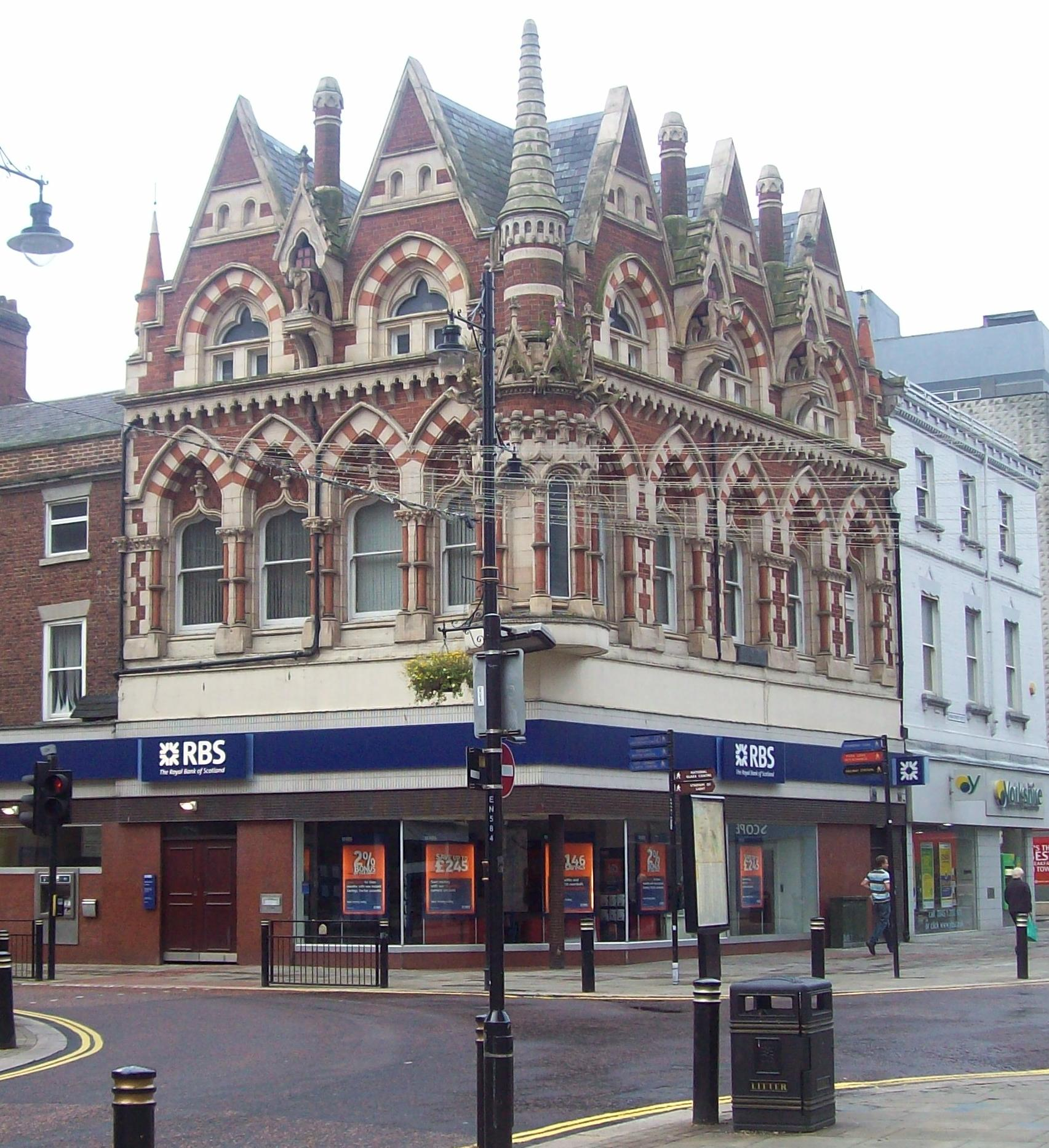
Elephant Tea Rooms, Sunderland, Inglaterra (1877).

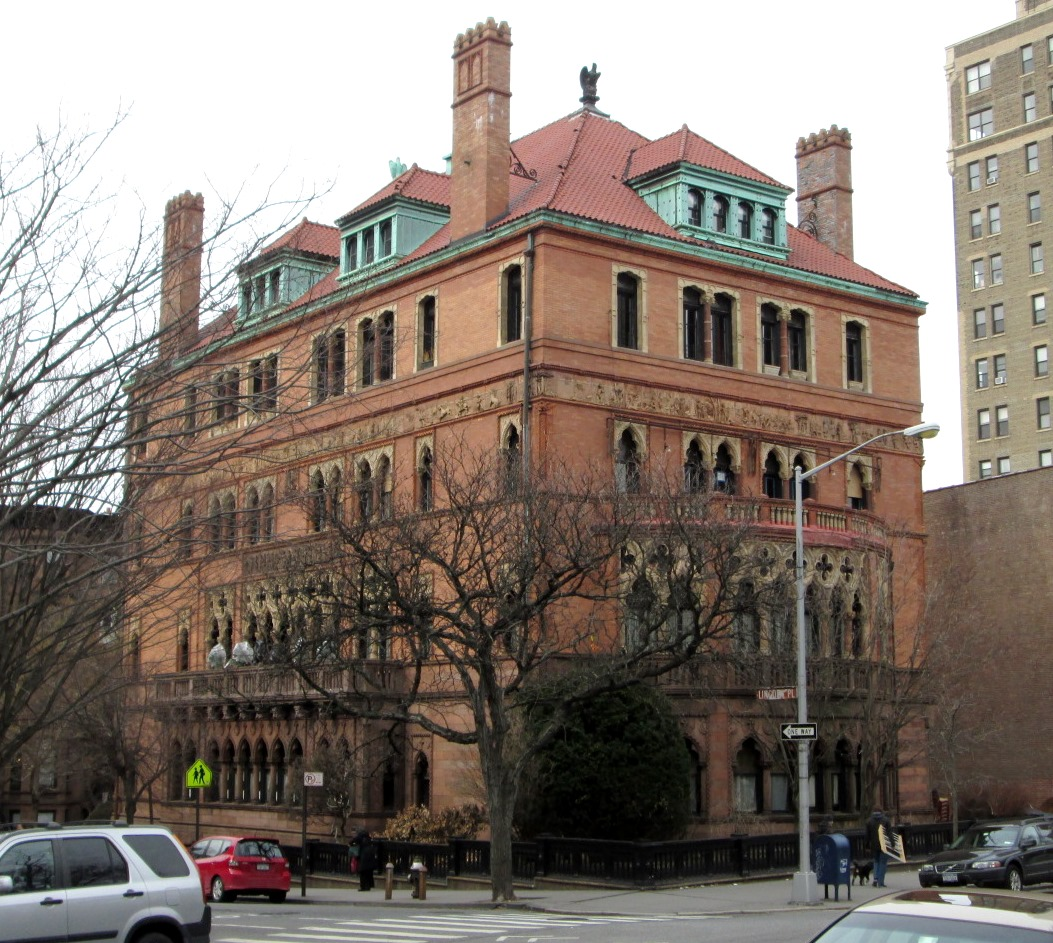
Montauk Club, ubicado en Park Slope, Nueva York, Estados Unidos (1878).
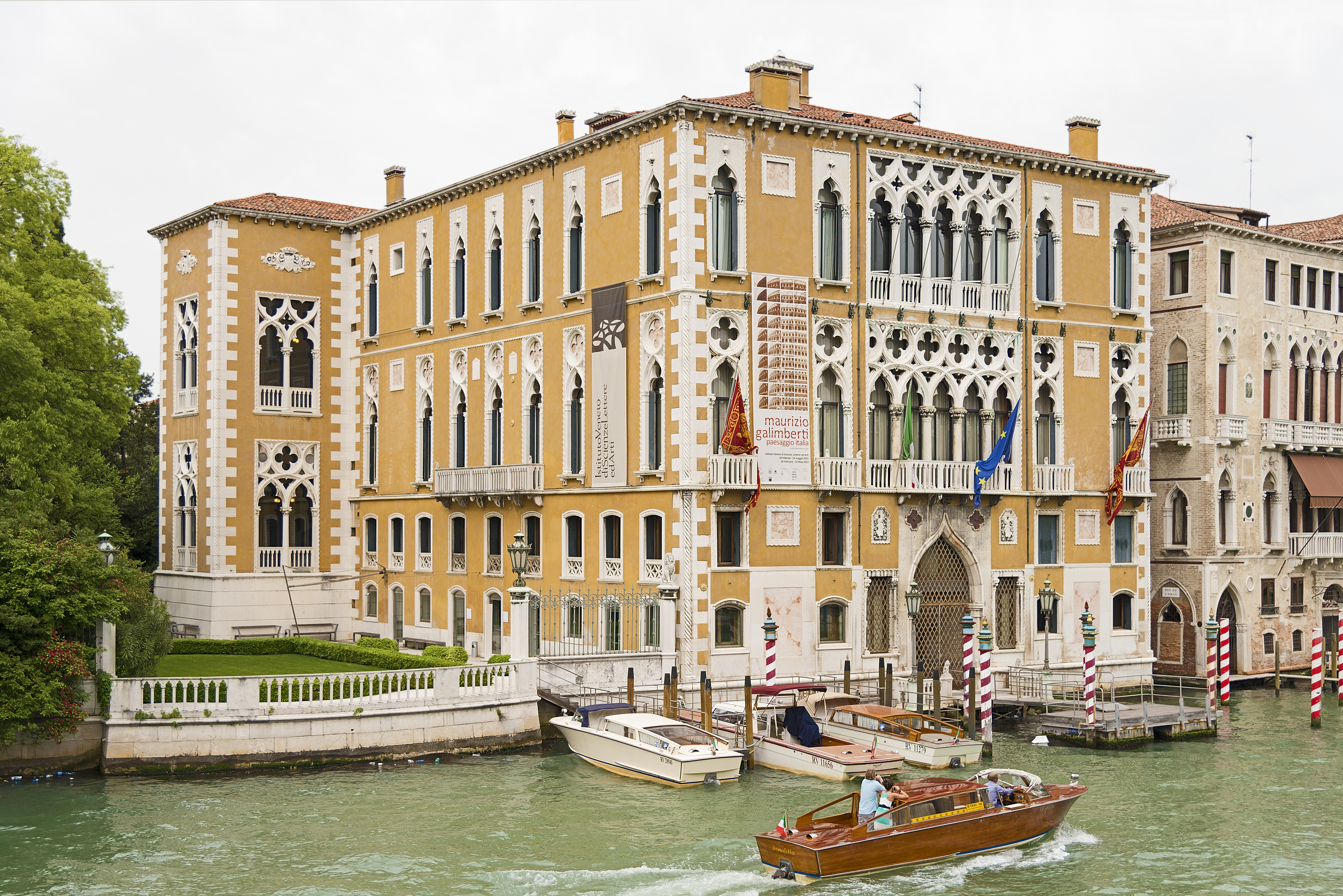
Palazzo Cavalli-Franchetti, Venecia, Italia (1878).
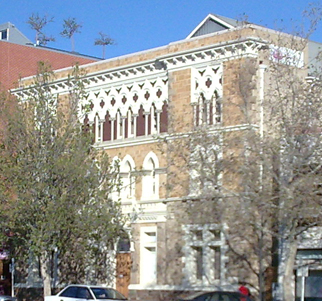
Our Boys Institute, Adelaide, Australia (1896).
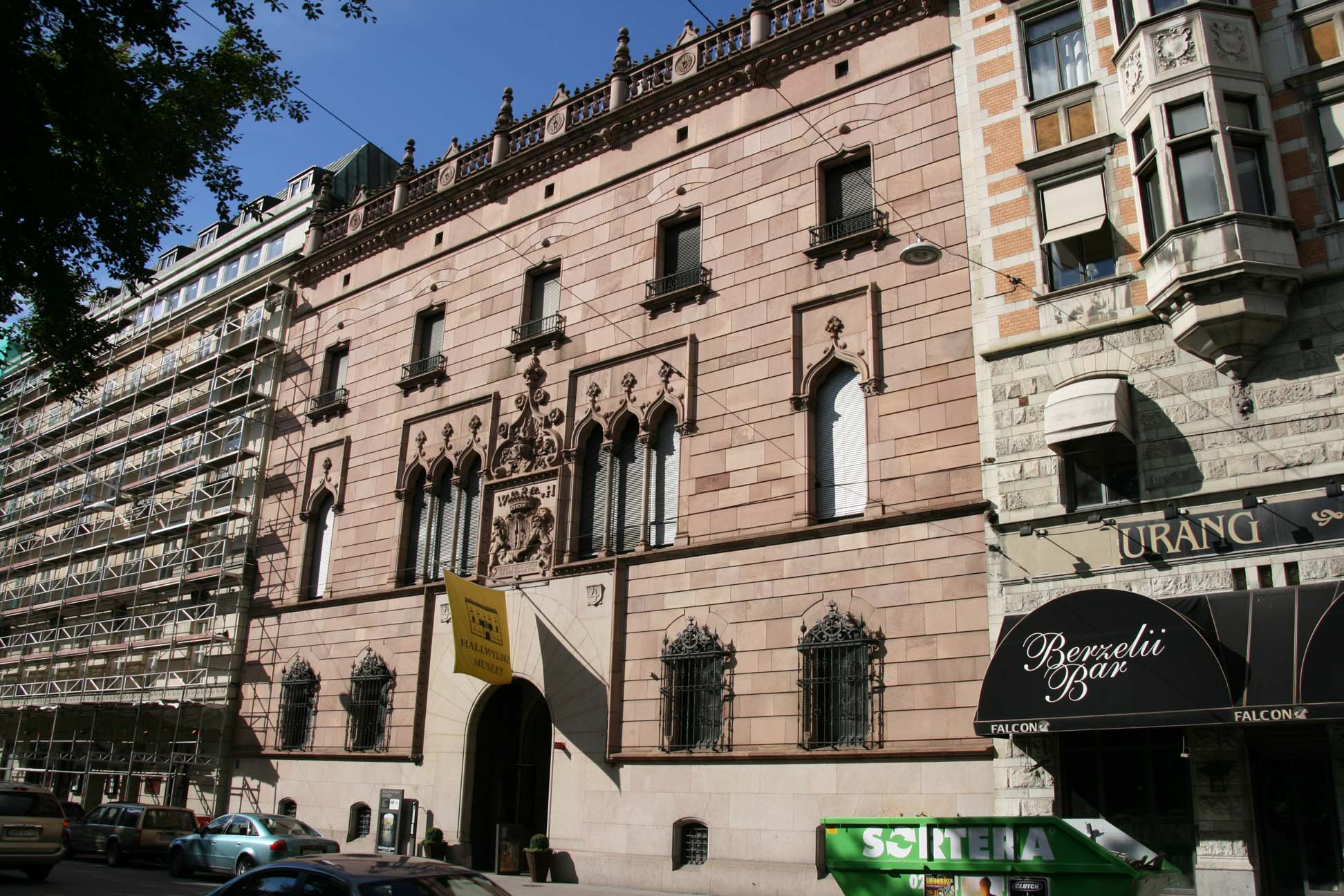
Museo Hallwyl, Estocolmo, Suecia (1898).
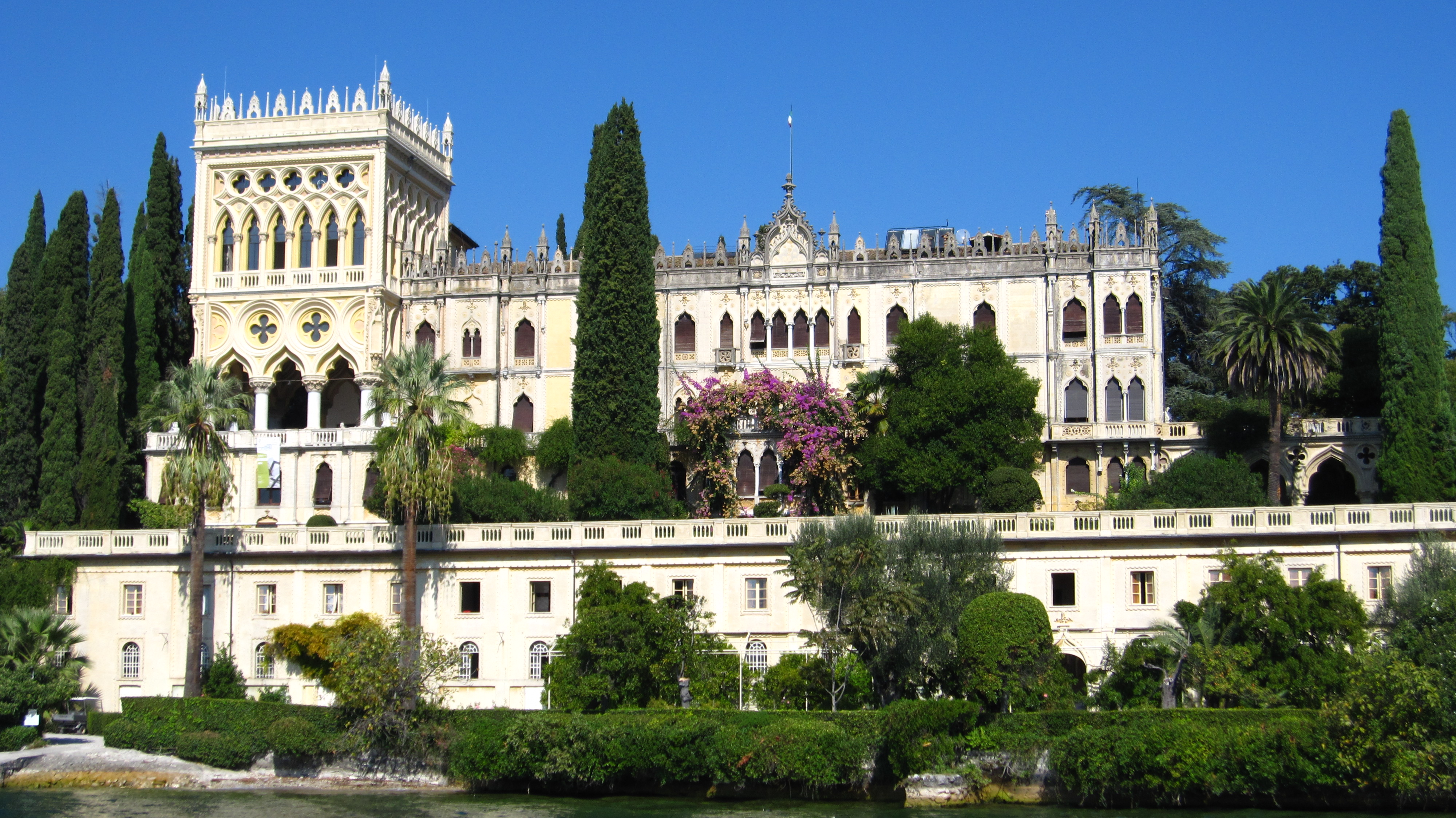
Isla de Garda, Brescia, Italia (1903).

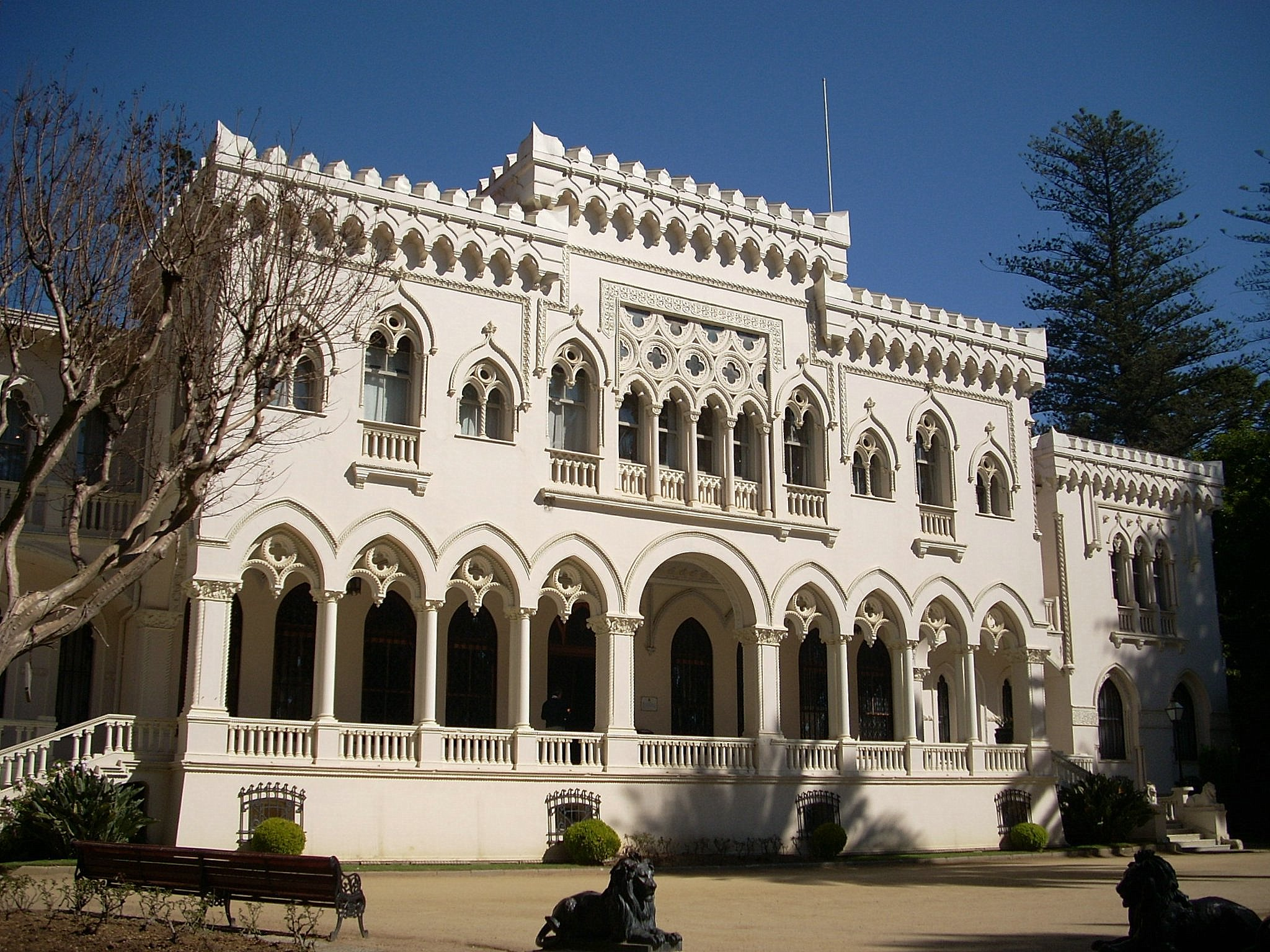
Palacio Vergara, Viña del Mar, Chile (1910).
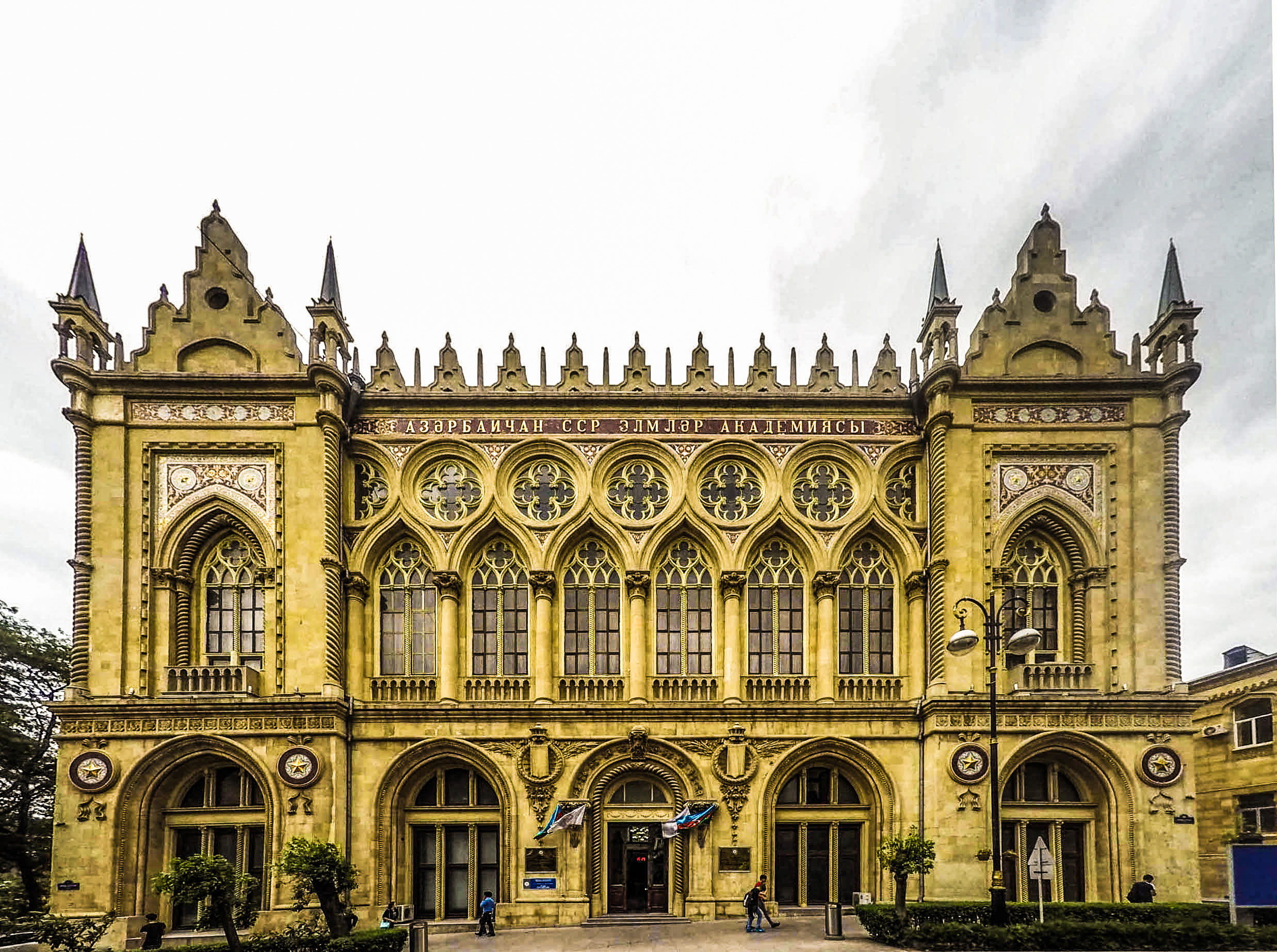
Palacio Ismailiyya en Bakú, Azerbaiyán (1913).
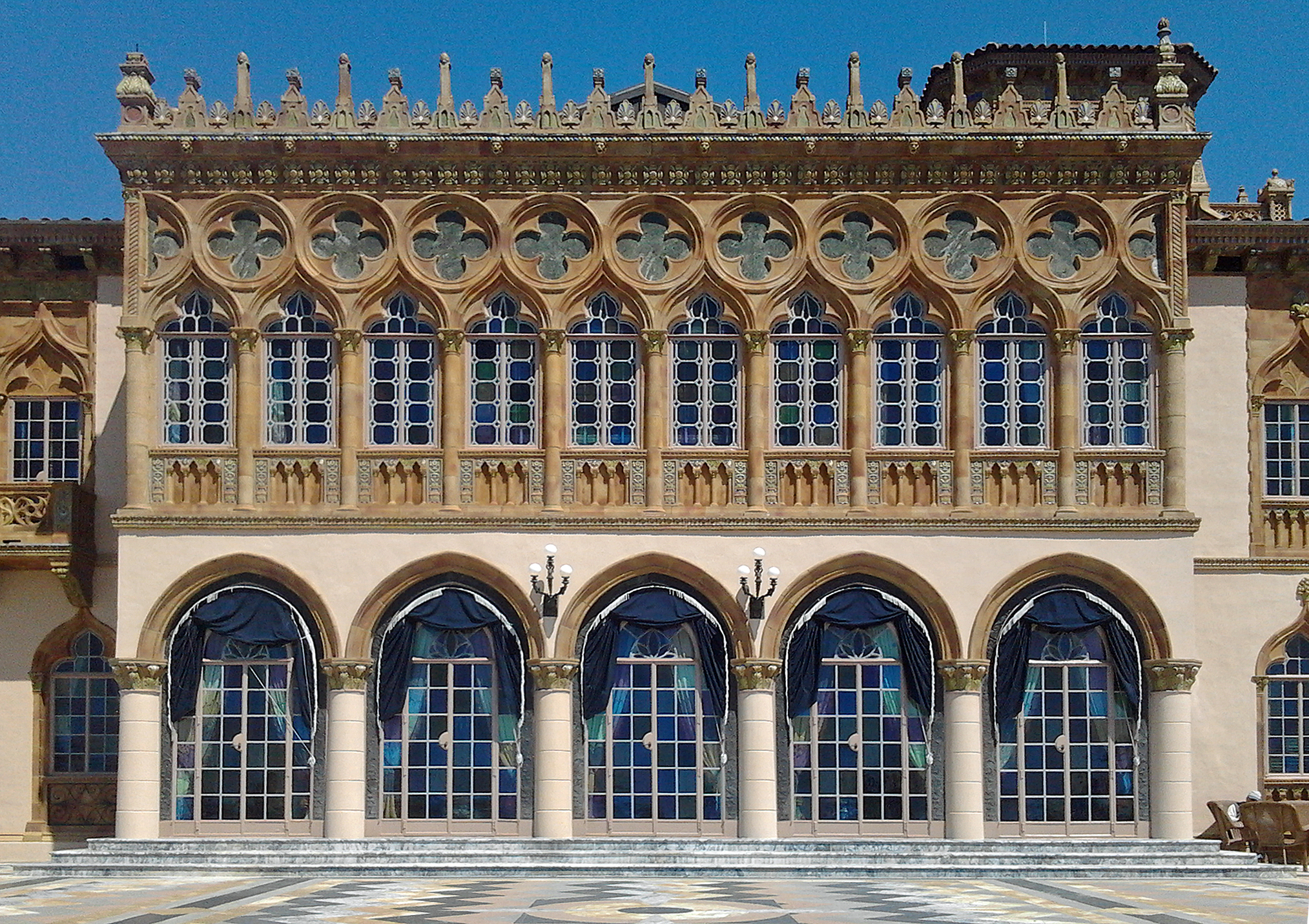
Cà d'Zan en Sarasota, Florida, Estados Unidos (1926).